# Berufsfeuerwehr Graz

Abteilungslogo der Berufsfeuerwehr Graz

Die Berufsfeuerwehr Graz (offiziell: Stadt Graz Abteilung Katastrophenschutz und Feuerwehr) ist die zweitälteste Berufsfeuerwehr Österreichs nach der Berufsfeuerwehr Wien. Sie betreut nicht nur als Schutzgebiet das Stadtgebiet von Graz mit 146 km², sondern ist in Bezug auf Gefahrgut auch für die Umlandbezirke zuständig. Vertraglich ist die Feuerwehr auch für die Nachbargemeinde Thal zuständig.

## Geschichte
In den Jahren 1849 bis 1852 bereiste der Turnlehrer August Jakob Augustin im Auftrag der Stadt Graz Oberitalien und Deutschland, um sich ein Bild über die Feuerwehren anderer Städte zu machen.
Am 18. Jänner 1853 beauftragte der Gemeinderat Augustin dann anhand der gewonnenen Erkenntnisse ein „Städtisch besoldetes Pompiercorps“ nach Ulmer Vorbild aufzustellen. Diese Truppe mit 24 Feuerwehrmännern war ab Juni 1853 einsatzbereit und versah ihren Dienst zuerst am Mariahilferplatz. Die Leitung übernahm Augustin selbst. Die Brandmeldung erfolgte durch einen Wächter auf dem Schlossberg durch Glockenschläge, Flaggen und Lampen. Auch ein großes Sprachrohr stand zur Verfügung.
- 1855 wurde eine telegraphische Verbindung zwischen Schlossberg und Feuerwehr aufgebaut.
- 1861 wurde die Mannschaft auf 36 Feuerwehrmännern aufgestockt, die Bezeichnung in „Städtische Feuerwehr“ geändert.
- 1877 wurde das Feuerwehrdepot zu klein, man machte schon Umbaupläne, übersiedelte aber dann auf den Lendplatz, wo sich noch heute die Zentralwache befindet.
- 1896 wurde das erste Fahrzeug für die Tierrettung angeschafft.
- 1897 wurden Radfahrmelder und eine dreiteilige fahrbare Schiebeleiter eingeführt.
- 1906 wurde der Titel „Branddirektor“ für den Leiter der Feuerwehr eingeführt.
- 1921 wurde das erste Feuerwehrauto in Betrieb genommen. Ein Lkw-Wrack von Gräf & Stift war dafür in der eigenen Werkstatt saniert worden.
- 1923 wurde der Wächter auf dem Schlossberg abgeschafft und eine 30-Meter-Kraftdrehleiter aus Ulm gekauft.
- 1928 wurde der 24-stündliche Wechseldienst eingeführt.
- Nach dem Anschluss wurde die Feuerwehr 1939 in die Feuerschutzpolizei mit deutschen Uniformen übergeführt.
- Nach dem Krieg musste die stark dezimierte Feuerwehr als „Feuerwehrkommando“ neu beginnen. Die Wachen der Freiwilligen Feuerwehren Eggenberg und Kroisbach wurden übernommen. Diese ehemaligen Vororte waren 1938 eingemeindet worden.
- 1950 wurde erstmals bei einer Feuerwehr in Österreich eine Sprechanlage zur Alarmierung in Betrieb genommen.
- 1953 wurde per Vertrag die Zuständigkeit der Feuerwehr auf das Gemeindegebiet von Thal ausgedehnt, sodass diese Nachbargemeinde keine eigene Feuerwehr unterhalten muss.
- 1981 wurde ein Wechselaufbauten-System entwickelt.
- 1998 zog die Feuerpolizei am Lendplatz ein.
- 2008 wurde die Freiwillige Feuerwehr Graz gegründet, die neben der Jugendarbeit die Feuerwache Kroisbach übernahm.
- 2010 Das Nebengeschäft der Brandsicherheitswache wurde an die Freiwillige Feuerwehr abgegeben.
- Im Herbst 2013 feierte die Berufsfeuerwehr ihr 160-jähriges Bestehen mit einem Oktoberfest am Lendplatz.
- Im Juli 2014 wurde eine Feuerwehr-App herausgegeben, die vor Gefährdungen warnt und über Aktuelles zum Thema Zivilschutz informiert.

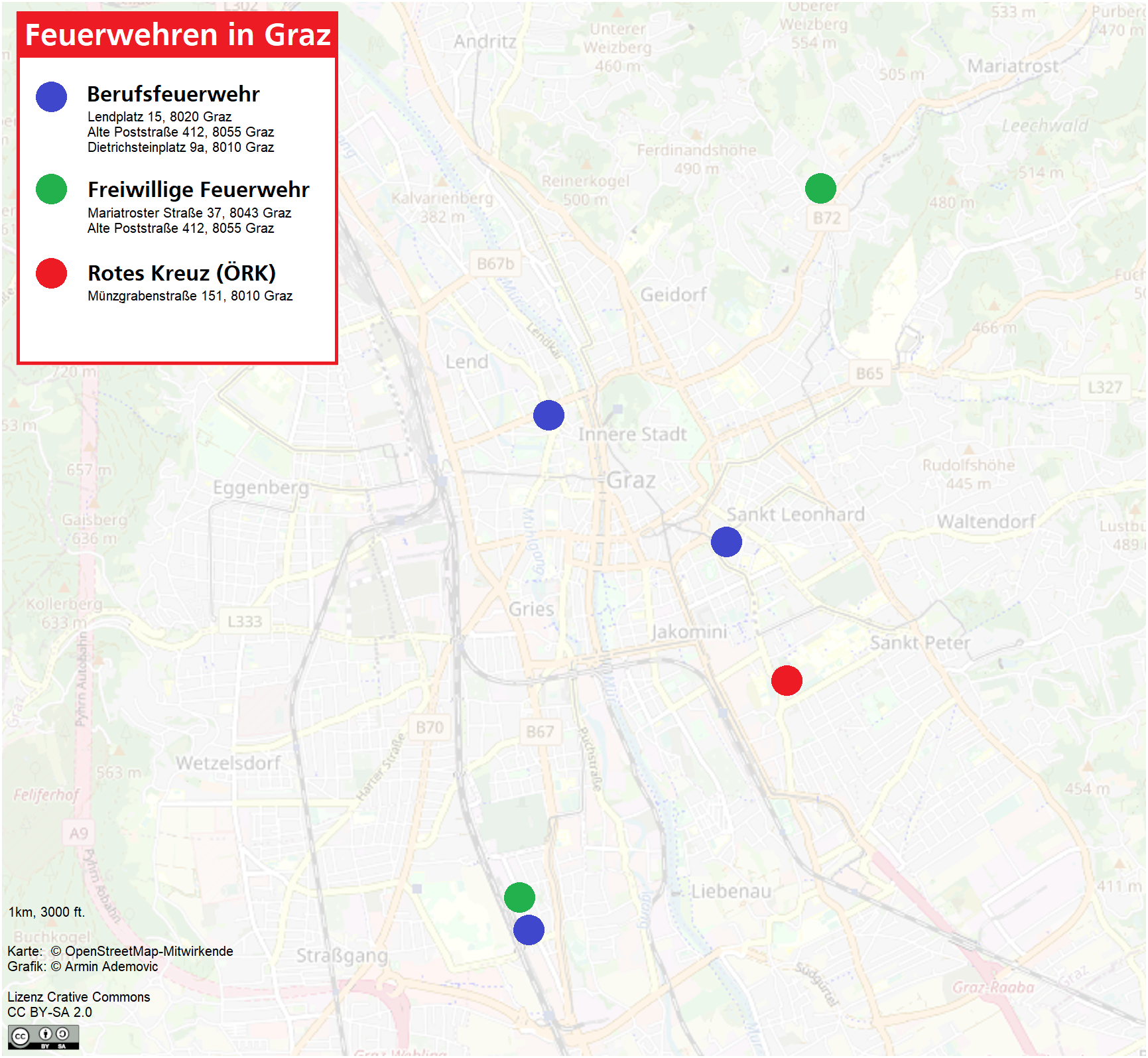
Feuerwachen in Graz

## Feuerwachen
Graz ist in zwei Brandschutzsektionen eingeteilt: „West“ und „Ost“, die den zwei Murufern entsprechen. Die Zuständigkeit der im Westen liegenden Zentralwache reicht jedoch auch in den Nordosten. Daher verfügt die West-Sektion über zwei Feuerwachen und dreimal so viel Personal wie die Sektion Ost.

### Zentralwache am Lendplatz (ZW)

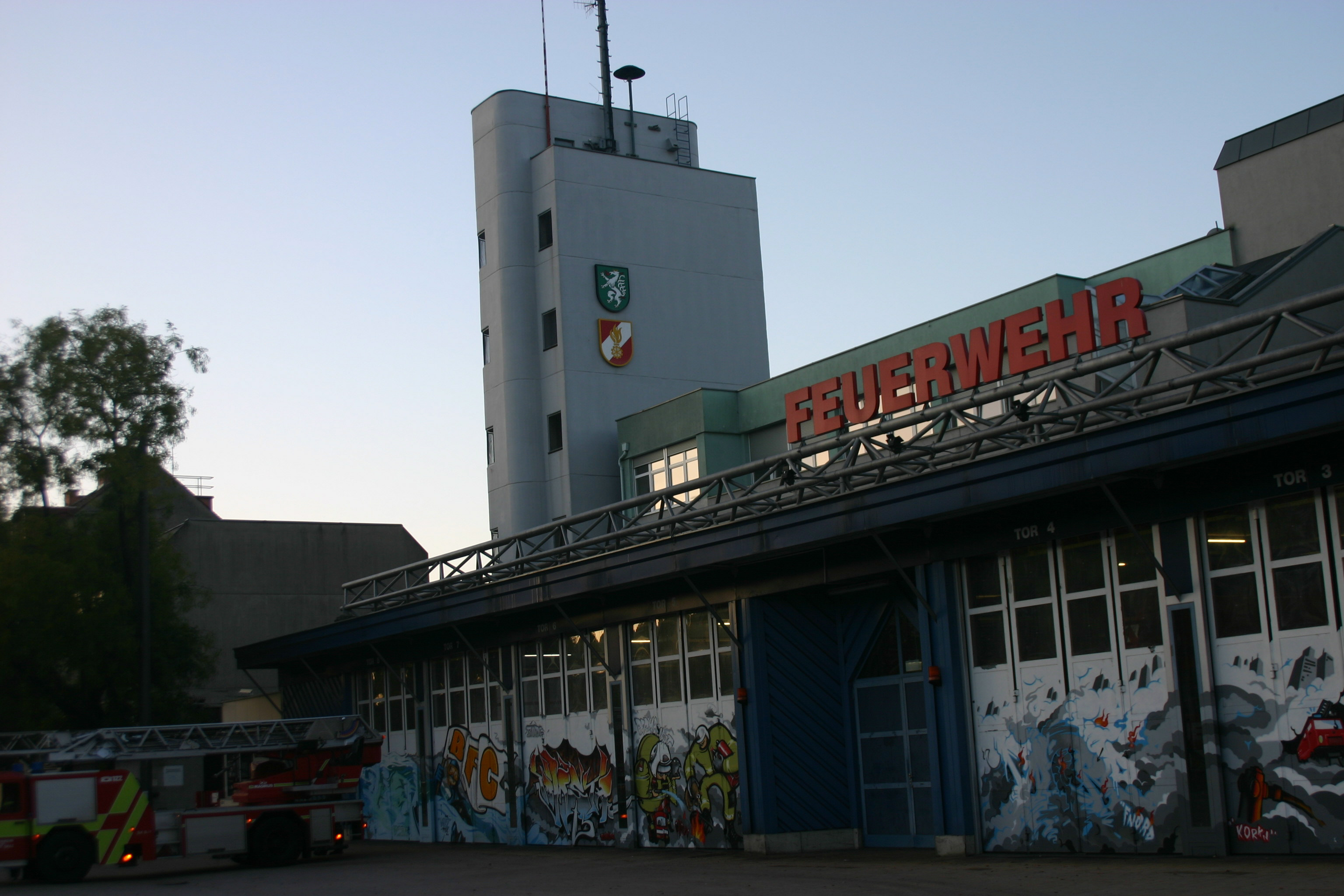
Wagenhalle der Zentralwache am Lendplatz mit Graffiti

Seit 1877 befindet sich die Zentrale der Grazer Feuerwehr am Lendplatz 15–17. Das Grundstück grenzt an die Keplerstraße, Josefi- und Mühlgasse, zwischenzeitlich hatte die Feuerwehr sogar die Adresse Keplerstraße 23. In den vergangenen 135 Jahren wurden die Gebäude mehrmals umgebaut, 1944 durch einen Bombentreffer schwer beschädigt, wieder aufgebaut und schließlich komplett abgerissen und neu errichtet. Der aktuelle Bau aus Beton stammt aus 1970 bis 1983, die Wagenhalle wurde 1991 vergrößert. 1998 wurde auch eine neue Brandmeldezentrale übergeben. 2002 erfolgte eine Generalsanierung mit Vollwärmeschutz. 2010 erhielten Graffitikünstler die Möglichkeit, die acht Tore der Wagenhalle zu gestalten.
An dieser Feuerwache versehen 32 Einsatzkräfte ihren Dienst für die Sektion West und den Nordosten (Grenze ist ca. die Heinrichstraße). Hier befinden sich die Kfz-Werkstätten und die Schlauchwerkstatt für alle Feuerwachen. Bis August 2016 waren nur an dieser Feuerwache Offiziere stationiert.
Neben der Branddirektion sind hier noch folgende Büros untergebracht: Brandmeldezentrale, Katastrophenleitstelle, Verwaltung, Nachrichtenabteilung, Feuerpolizei, Katastrophen- und Zivilschutz.
Diese Feuerwache verfügt über einen Steigerturm, in dem auch die Höhenrettung üben kann und ein Tauchbecken für die Feuerwehrtaucher. In der Wagenhalle befinden sich die wichtigsten Einsatzfahrzeuge, im Hof dahinter sind Spezialfahrzeuge und Wechselaufbauten abgestellt. Die zwei Stockwerke über der Wagenhalle, in denen sich die Aufenthalts- und Ruheräume befinden, sind mit dem jeweils darunterliegenden über Rutschstangen verbunden. Im Keller befinden sich eine Schlauchwaschanlage und eine Übungsanlage mit verwinkelten Gängen. In dieser finden die regelmäßigen Rettungsübungen statt. Beim Wachgänger (Portier) können auch Problemstoffe, wie Alt-Batterien und Altöl abgegeben werden. Da die Ausfahrt – über einen gut einsehbaren Vorplatz – direkt auf den viel befahrenen Lendplatz führt, besteht die Möglichkeit, alle Ampeln der Kreuzungen bei der Alarmierung auf Rot zu stellen.

### Hauptwache Ost am Dietrichsteinplatz (HO)

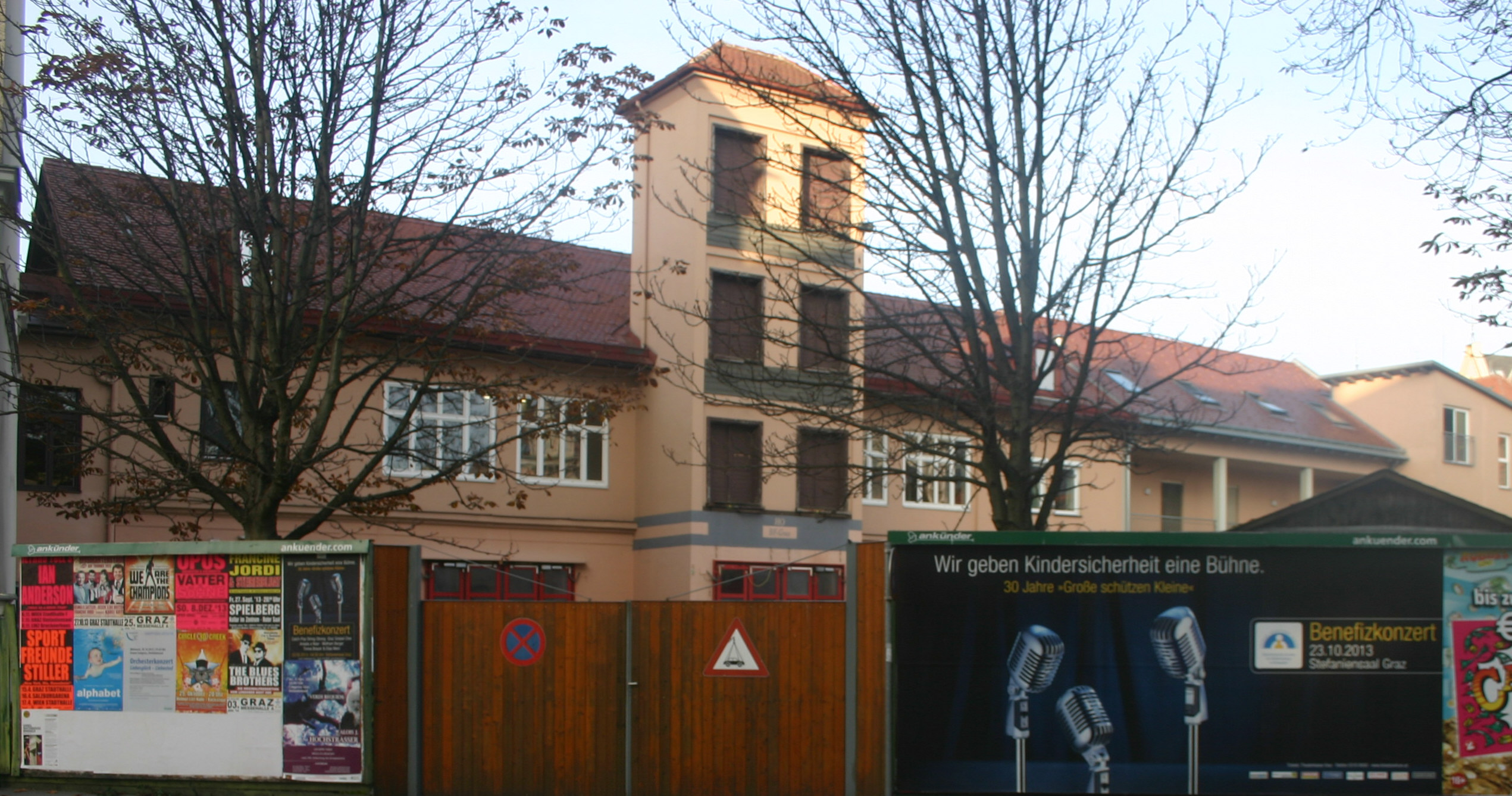
Hauptwache Ost am Dietrichsteinplatz

Die Hauptwache Ost befindet sich am Dietrichsteinplatz 9a. Sie war 1889 bis 1939 Standort der Freiwilligen Feuerwehr und wurde zum Kriegsende von der Berufsfeuerwehr übernommen. Das Feuerwehrhaus mit der Wagenhalle liegt im Innenhof des Grundstücks zwischen Dietrichsteinplatz, Schörgelgasse und Kopernikusgasse, das von mehreren Häusern umgeben ist. Die Haupteinfahrt zum Dietrichsteinplatz ist daher etwas beengt. Von 1913 bis 1981 war an der Westseite auch die Rettung des Roten Kreuzes untergebracht. Nach deren Auszug in die neue Einsatzzentrale in der Münzgrabenstraße wurden auch diese Gebäude übernommen. 2001 erfolgte der letzte Umbau. Seit März 2024 erfolgt der Abriss und Neubau der ganzen Wache um 13,5 Mio. Euro. Als Zwischenlösung dient während der Bauzeit eine temporäre Wache bei der Messe Graz. Die Fertigstellung soll Ende 2026 erfolgen.
An dieser Feuerwache versehen 15 Feuerwehrleute ihren Dienst für die Brandschutzsektion Ost, die Offiziere kommen im Rendezvous-System von der Zentralwache zum Einsatz. Hier sind auch eine Tierrettung und ein Schlauchboot auf einem Anhänger stationiert und die Abgabe von Sondermüll ist möglich.
Die Feuerwache hat zwar einen Steigerturm, die Wartung der Schläuche erfolgt aber in der Zentralwache.

### Feuerwache Süd in der Alten Poststraße (WS)

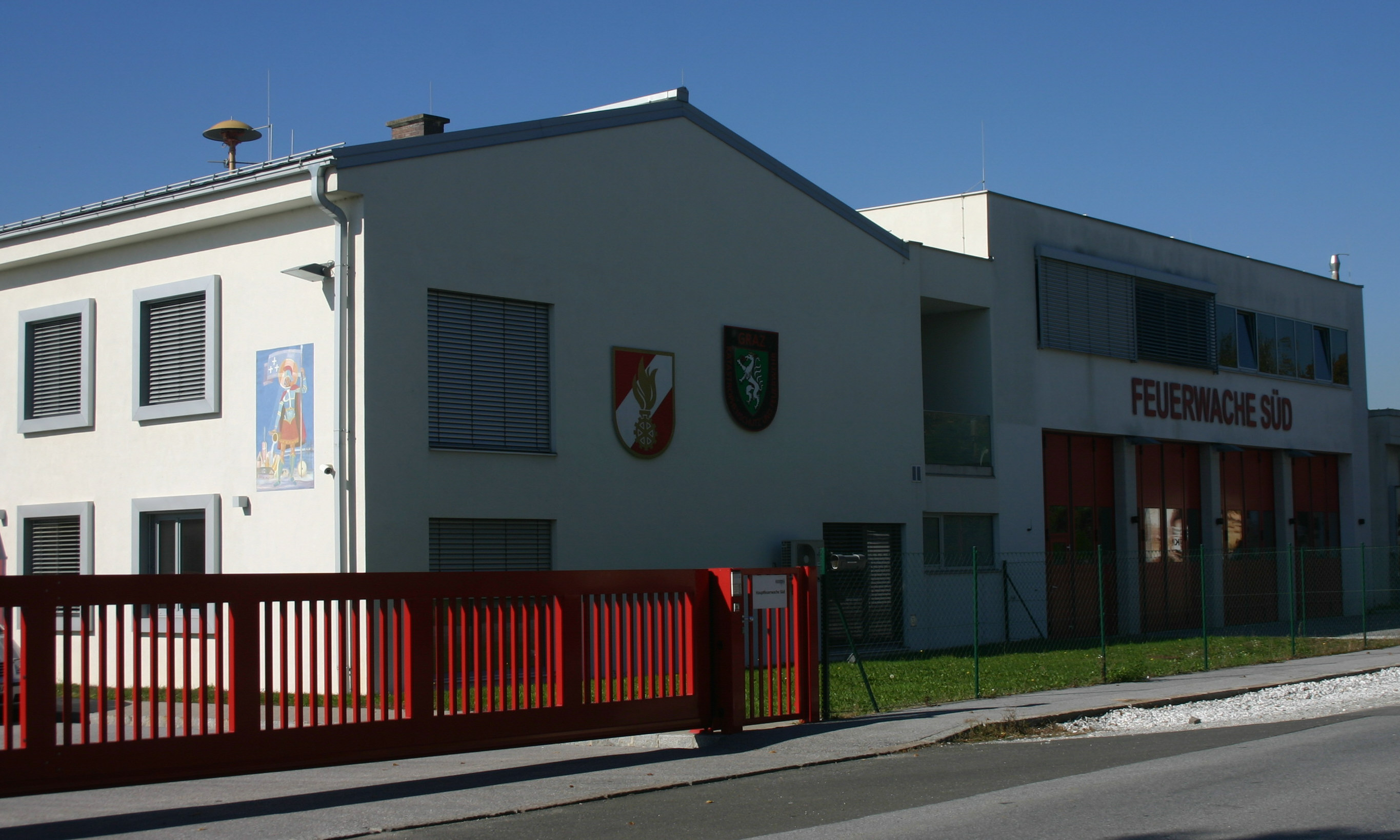
Die Feuerwache Süd in Puntigam

Die Feuerwache Süd in Puntigam, Alte Poststraße 412, wurde im Juli 2008 eröffnet. Sie wurde auf einem ehemaligen Gelände des Bundesheeres errichtet, um den stark wachsenden Süden von Graz besser versorgen zu können. Sie gehört auch zur Sektion West. Mit der Inbetriebnahme übersiedelten die 15 Feuerwehrleute von der Feuerwache Eggenberg hier her, und da zugleich das Drei-Wachen-System verwirklicht wurde, wurde auch die kleine Feuerwache Kroisbach aufgegeben. Seit August 2016 ist auch ein Kommandofahrzeug stationiert, die Offiziere kommen nun nicht mehr von der Zentralwache.
Die Feuerwache hat eine Wagenhalle mit vier Toren direkt an der Straße und einen großen Hof mit Nebengebäuden. An diesem Standort befindet sich auch ein Sandsackdepot. Zu Übungszwecken gibt es hier auch eine alte Straßenbahngarnitur, einen Autobus und andere Fahrzeugwracks. Stationiert ist auch ein Tierrettungsfahrzeug (TIF). Hier sind auch Teile der Freiwilligen Feuerwehr untergebracht, ebenso die Feuerwehrjugend und die österreichische Wasserrettung. In der Nachbarschaft befinden sich die Brauerei Puntigam, das Shoppingcenter West und der Standort Süd des LKH Graz Süd-West. Diese Feuerwache liegt auch nahe am Südportal des Plabutschtunnels und verfügt über ein spezielles Vorausfahrzeug (VFZG). Über eine neue Eisenbahnunterführung ist der Bezirk Straßgang schnell erreichbar.

### Ehemalige Feuerwachen

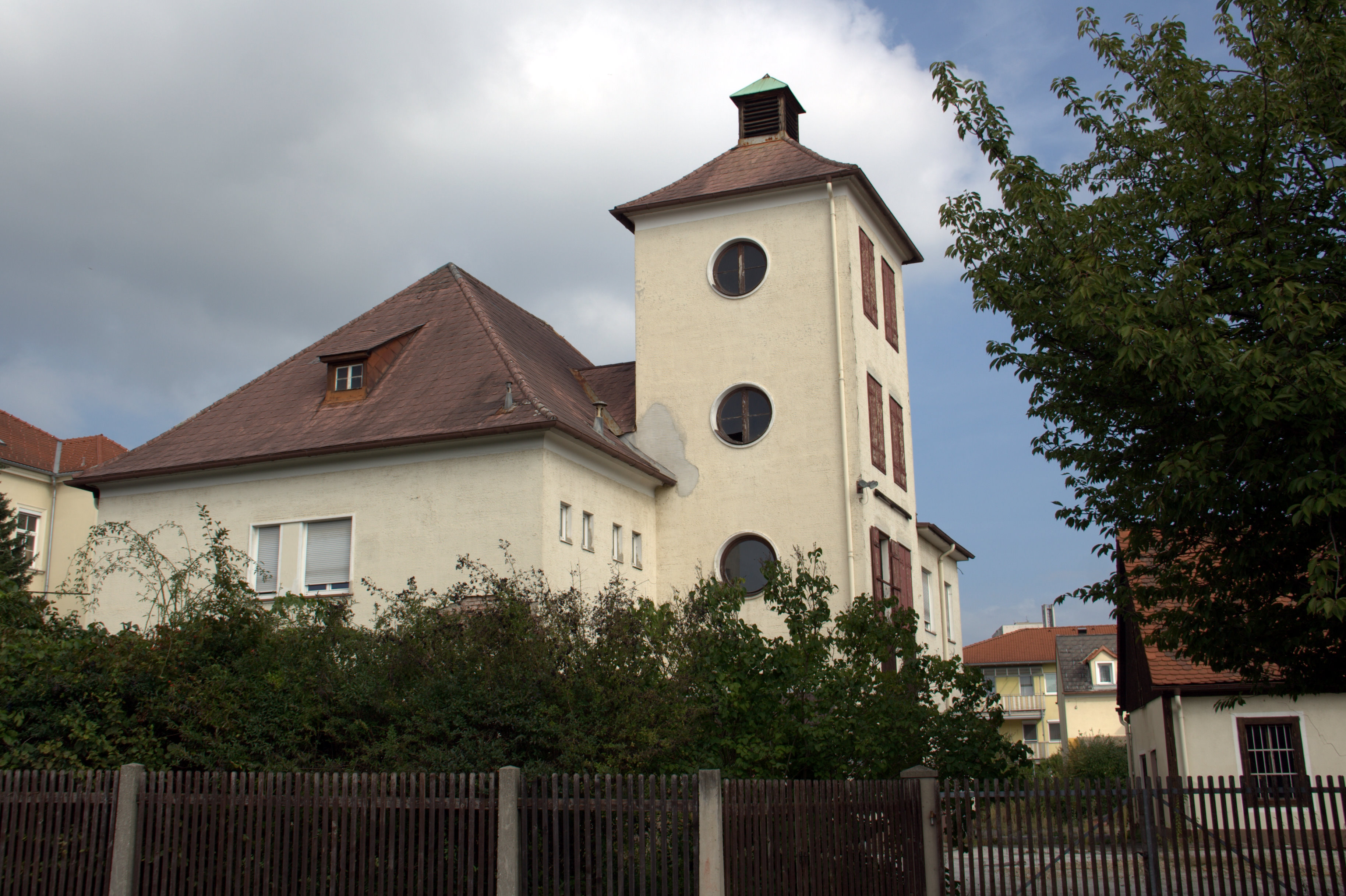
Gebäude der Feuerwache Eggenberg

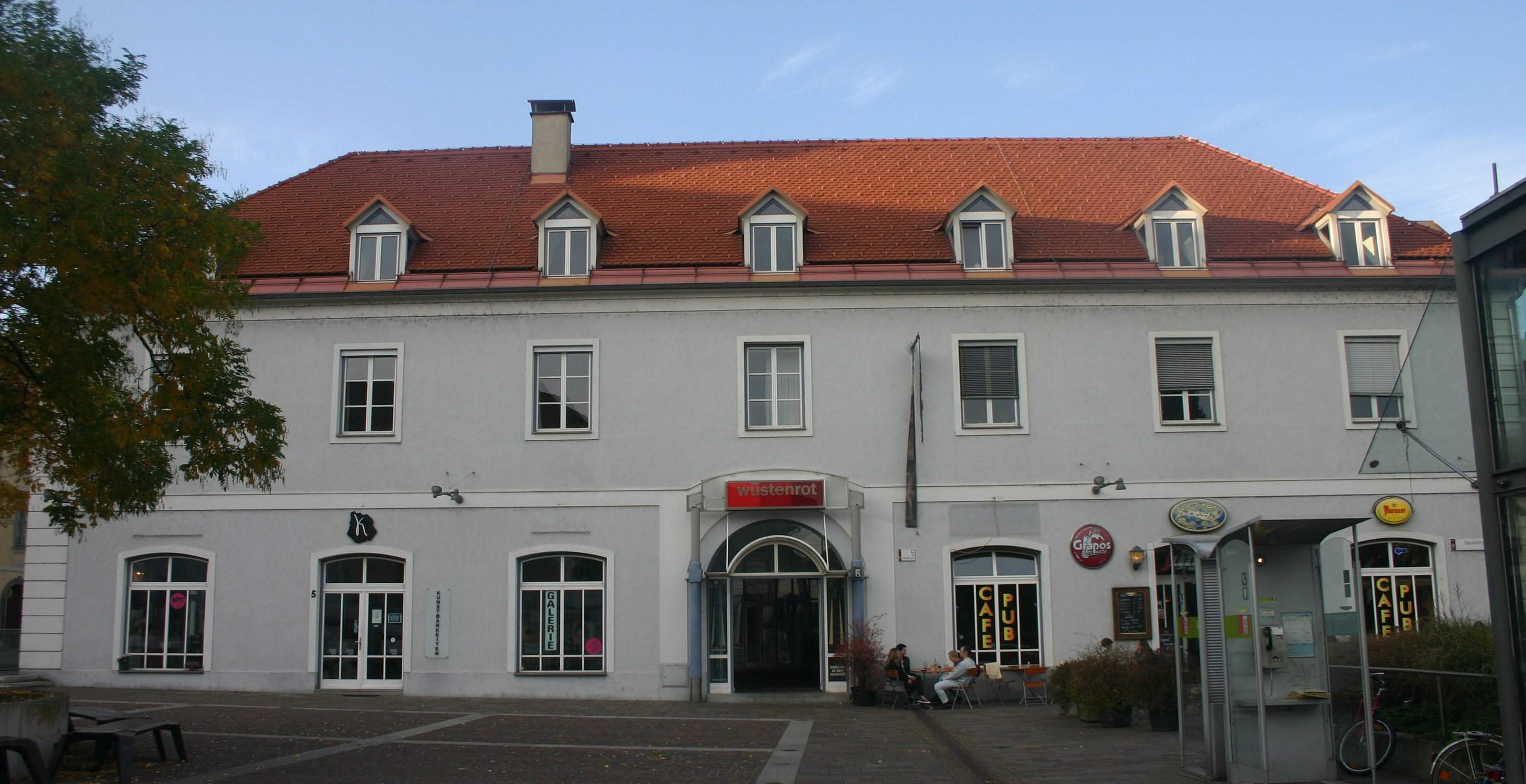
Die erste Feuerwache Ökonomiegebäude heute

Die Feuerwache Kroisbach in der Mariatroster Straße 37 war 1905 für die FF Kroisbach errichtet worden. Diese 1881 gegründete Feuerwehr hatte bis dahin ihre Feuerwache in derselben Straße auf Nummer 1 gehabt. Nach dem Krieg übernahm die Berufsfeuerwehr dieses Gebäude für die Brandschutzsektion Ost. Die Feuerwache lag strategisch günstig in der Nähe des LKH. Hier wurde auch 1950 erstmals in Österreich eine Sprechanlage zur Alarmierung der Mannschaft eingebaut. Untergebracht war hier auch die Schneider- und Schusterwerkstätte für die Dienstbekleidung. 1998 wurde diese aufgelassen, da die moderne Ausrüstung nicht mehr geflickt werden konnte. Bei der Einführung des Drei-Wachen-Systems 2009 wurde der Standort aufgegeben und von der zeitgleich gegründeten Freiwilligen Feuerwehr Graz am 1. Juli 2009 übernommen. Da nun der Nordosten von Graz keine eigene Feuerwache mehr hatte, gab es Bedenken der Bevölkerung. Die Feuerwache wird daher an mehreren Tagen in der Woche von der FF bei Nacht besetzt.
Die unter Denkmalschutz stehende Feuerwache Eggenberg (Listeneintrag) in der Algersdorfer Straße 10 wurde 2008 durch die neu gebaute Feuerwache Süd ersetzt. Sie war 1937 für die Freiwillige Feuerwehr Eggenberg an der damaligen Adresse Hasnerplatz 2 neu errichtet. Durch die Eingemeindung Eggenbergs erhielt die Straße den heutigen Namen (in Geidorf gab es schon einen Hasnerplatz). Nach dem Krieg wurde das Gebäude für die Berufsfeuerwehr als Nebenwache angekauft. Nach mehrfachem Umbau und Erweiterung war hier seit 1970 auch die hauseigene Tischlerei untergebracht Mittlerweile befinden sich in dem Gebäude ein Kindergarten und Wohnungen.
Die erste Feuerwache Ökonomiegebäude am Mariahilferplatz 5, die 1853 bezogen wurde, steht direkt vor der Mariahilferkirche an der Ecke zum Lendkai. Das Gebäude war jedoch nicht ideal und wurde 1877 aufgegeben, nachdem sich die Gelegenheit bot, auf den Lendplatz umzuziehen. Heute ist der Bau ein Geschäftshaus mit Sparkasse und einem Café. Das Aussehen des Hauses, hat sich nicht allzu sehr geändert, obwohl es nicht unter Denkmalschutz steht. Nur aus den einstigen Toreinfahrten sind inzwischen Fenster geworden und der Dachboden ist ausgebaut.

## Personal

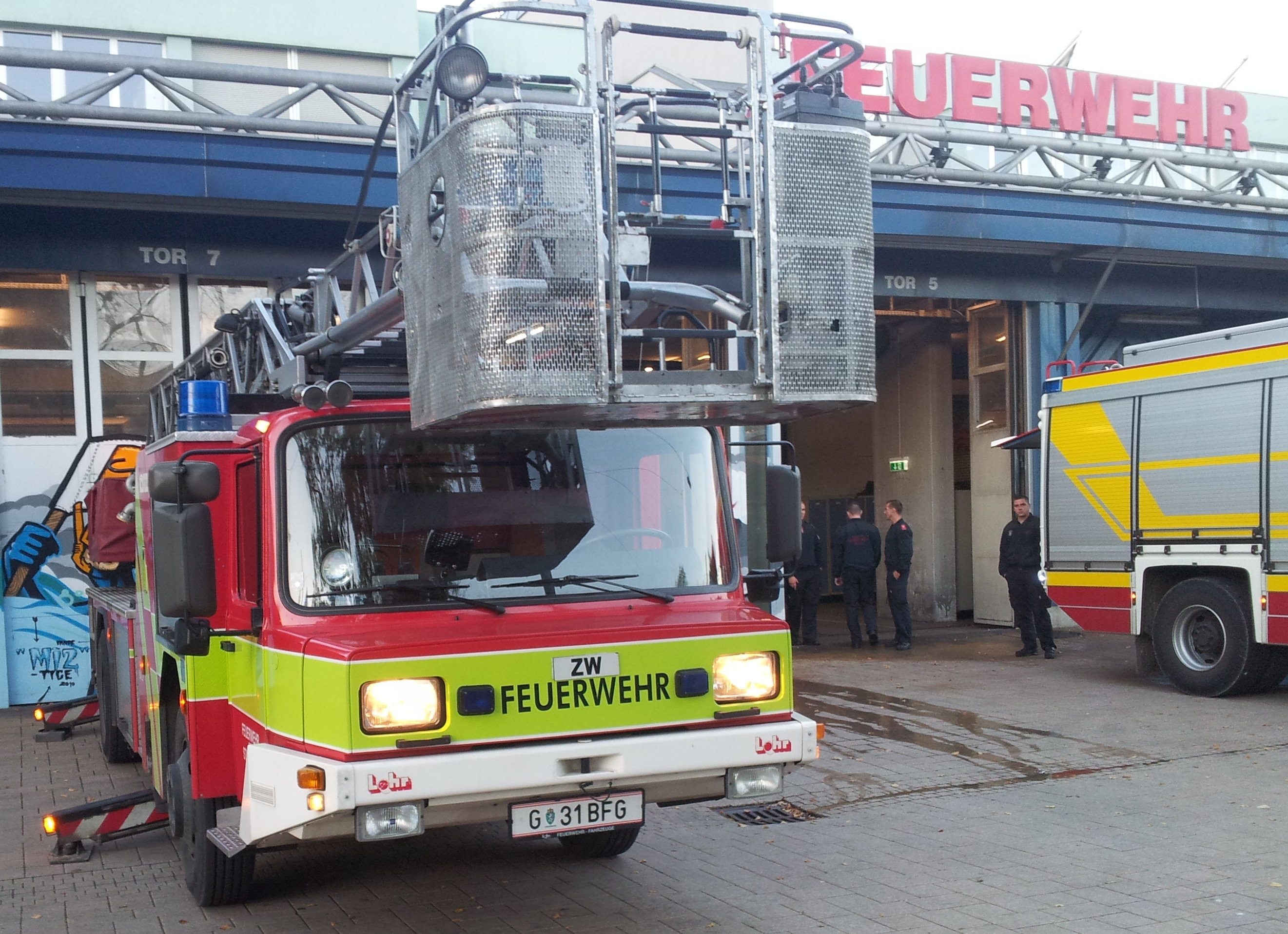
Übergabe vor der Zentralwache am Lendplatz

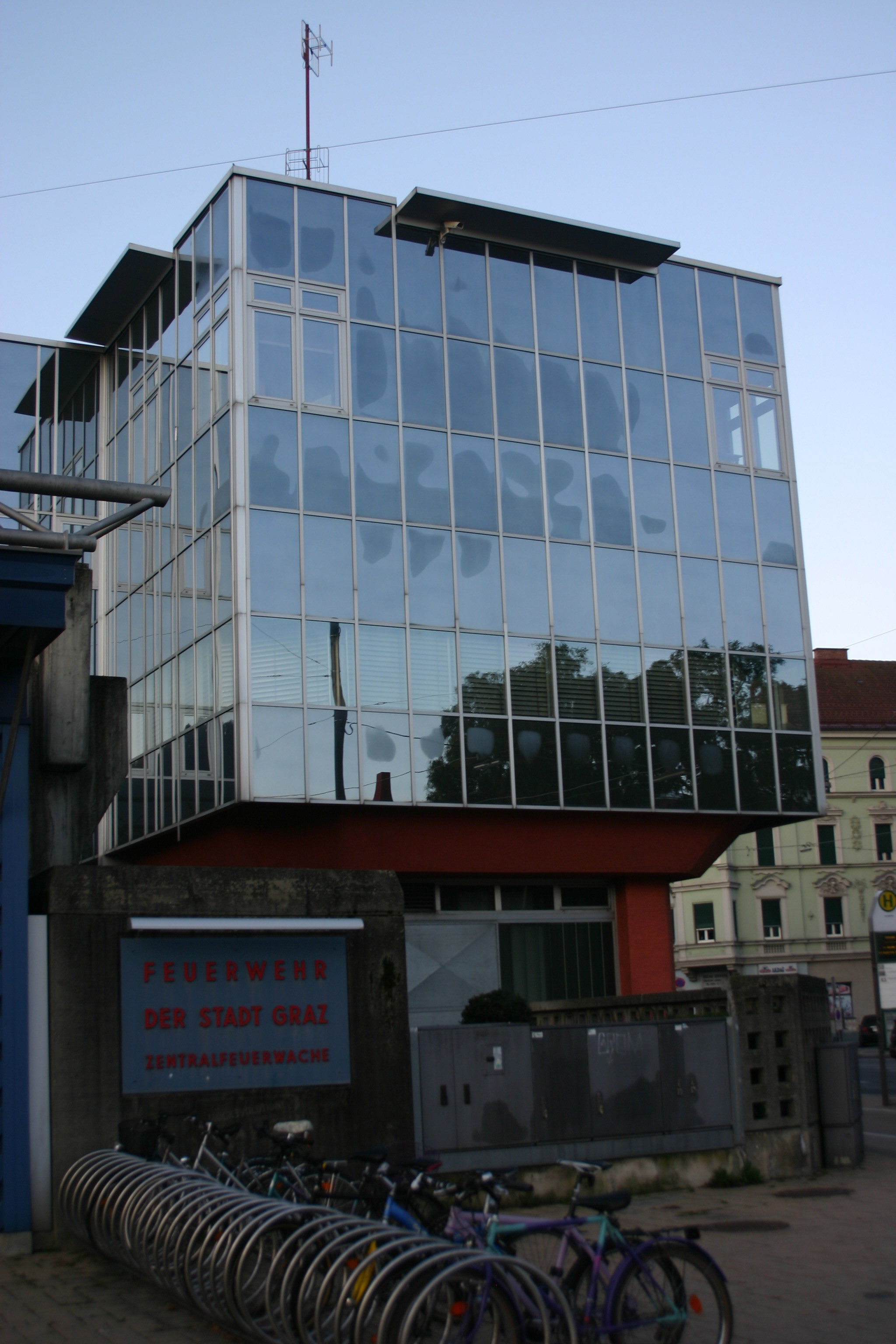
Brandmeldezentrale in der Zentralwache

Da die Feuerwehr zur Stadtverwaltung gehört, sind auch deren Mitarbeiter Magistratsbedienstete, für die das Personalamt der Stadt zuständig ist. Der Zuständige im Stadtsenat und damit höchste Vorgesetzter ist der Bürgermeister, der die Abteilung für Katastrophenschutz und Feuerwehr zu seinen Agenden zählt.

### Dienst
In der Abteilung sind ca. 260 Personen beschäftigt, davon 220 im Branddienst, der Rest in der Verwaltung und den Ämtern.
Der Branddienst erfolgt in zwei Dienstgruppen (A und B), die in Schichten zu 24 Stunden arbeiten. Jede Position in der Gruppe ist ungefähr dreifach besetzt, sodass jeder im Durchschnitt zwei Mal in der Woche Dienst hat. Dieser beginnt jeweils um 7:30 mit der Übergabe, zwischen 8.00 und 18.00 Uhr ist Arbeits- und Übungsdienst, in der Nacht und am Wochenende Bereitschaftsdienst bis 7.30. Während der Bereitschaft stehen Räume für Sport und Ruhe zur Verfügung. Schlafen ist jedoch nicht erlaubt. Die Vorgabe lautet nämlich, dass bei Alarmierung das Fahrzeug innerhalb von 30 Sekunden bei Tag und 60 Sekunden bei Nacht abfahrbereit sein muss. Jeder Ort im Stadtgebiet muss in höchstens zehn Minuten erreicht werden können. Die Alarmierung der Mannschaft erfolgt mit Lichtsignal, Gong und Lautsprecherdurchsage, in der der Einsatzort (Bezirk und Straße), die Art des Einsatzes und die ausrückenden Fahrzeuge genannt werden. Zusätzlich kommt aus einem Alarmdrucker in der Wagenhalle ein Papier mit Anfahrtsplänen und Kontaktdaten.
Sechs Techniker arbeiten in der Nachrichtenabteilung, die die technischen Systeme der Alarmierung prüfen bzw. wartet. Dazu zählen nicht nur Brandmelder und Lift-Notrufanlagen, sondern auch Pegelmesser und Webcams an Bächen, die die Onlineüberwachung der Hochwassergefahr ermöglichen. Die Brandmeldeanlagen werden dabei von zertifizierten Fachfirmen errichtet und unter Einhaltung der Anschaltebedingungen an die Brandmeldezentrale der Feuerwehr angeschlossen. Daneben werden auch die interne Haustechnik und eigene Fernmeldeeinrichtungen gewartet – teilweise auch für andere Bereiche der Stadtgemeinde. Auch die Wartung und Instandhaltung der Zivilschutzsirenen erfolgt durch diese Abteilung.

### Aufnahme
Bei Personalbedarf erfolgt eine öffentliche Ausschreibung durch das Personalamt im Grazer Rathaus. Die Bewerbung mittels Formular ist psychisch und physisch gesunden Männern und Frauen zwischen 19 und 25 Jahren mit abgeschlossener Berufsausbildung und Führerschein möglich. Bevorzugt werden Grazer mit technischem Beruf. Obwohl sich bereits mehrere Frauen beworben haben, gelang es noch keiner, die körperlich schwierigen Teile der Aufnahmeprüfung zu schaffen. Dazu zählen Leitersteigen und Abseilen, Dummy-Schleppen, Laufen, Schwimmen, Tauchen und Turmspringen. Auch viele Männer scheitern bereits bei den ersten zwei Tests: Deutschdiktat und Grundrechnungsarten. Nach erfolgter Aufnahme gibt es eine zehnwöchige Grundausbildung, danach Spezialkurse je nach Bedarf und Eignung: Taucher, Höhenretter, Kraftfahrer, …

## Fahrzeuge

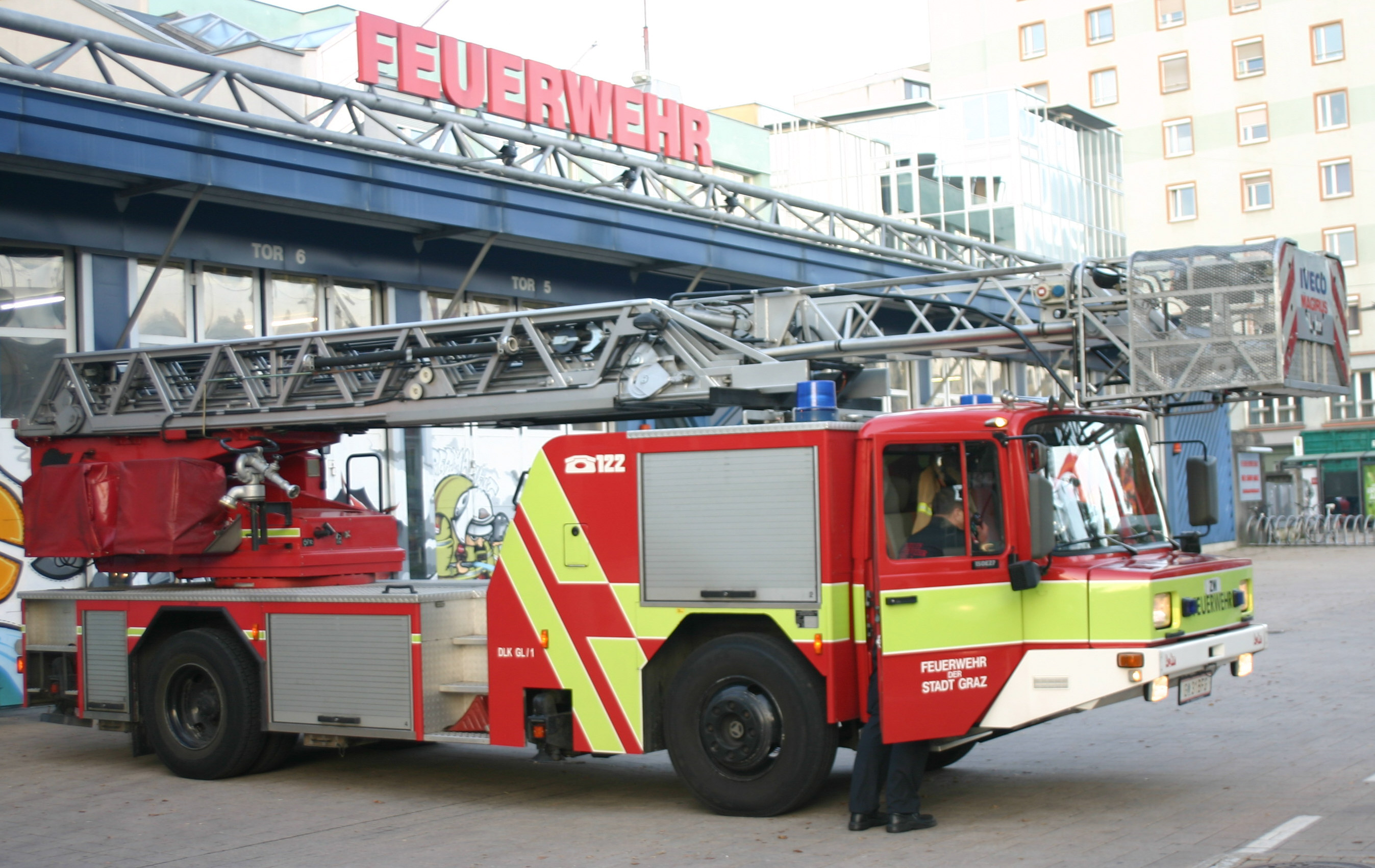
Drehleiter DLK-23-12

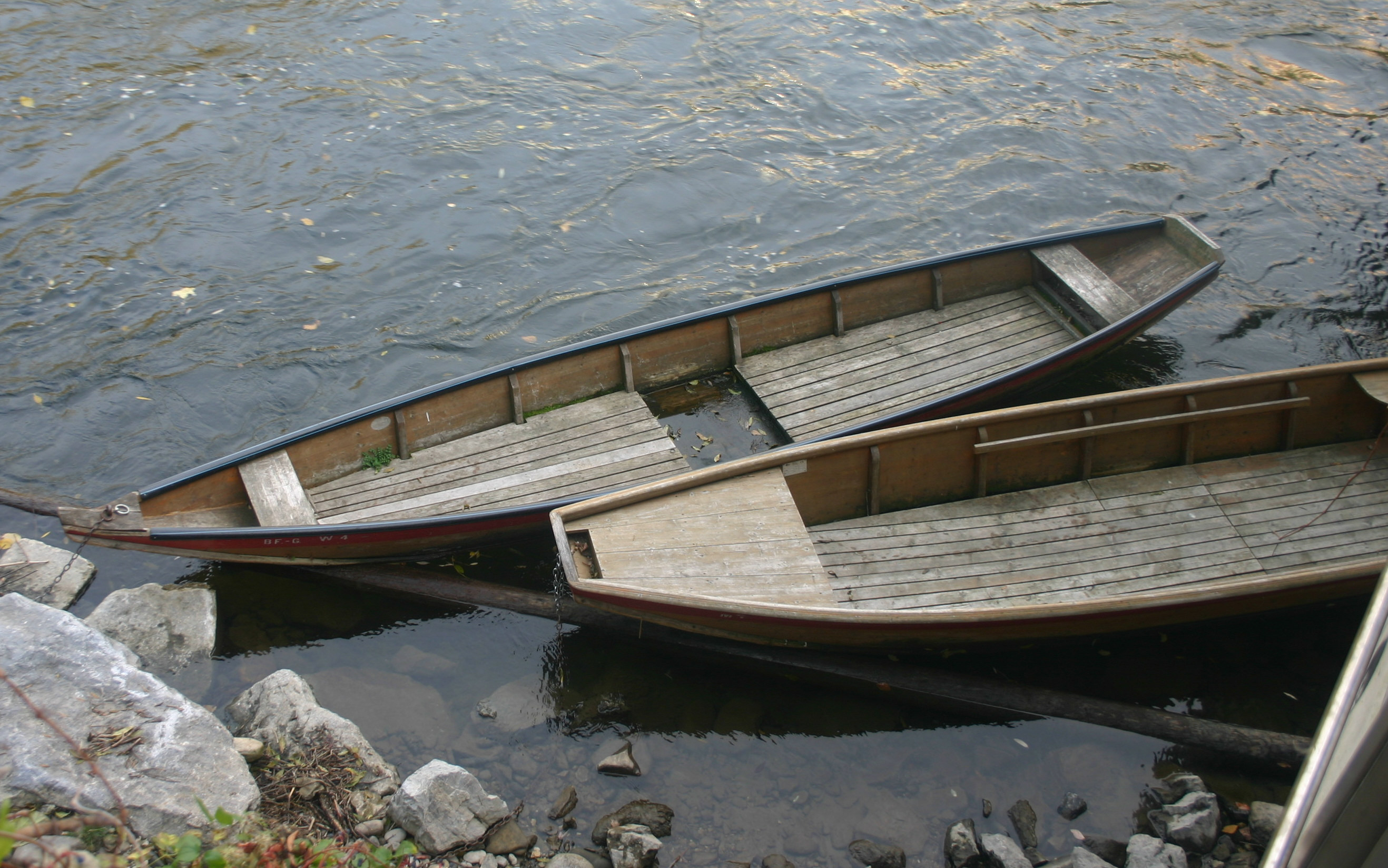
Zwei Zillen am Murufer

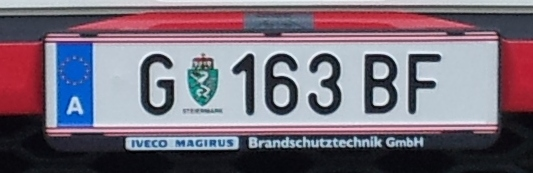
Kennzeichen der BF-Serie

Jede Feuerwache verfügt zumindest über zwei Hilfeleistungslöschfahrzeuge (HLF), eine 30-Meter-Drehleiter (DLK 23-12) und ein Mehrzweckfahrzeug (MZF).
Das Grazer HLF ist das 1984 eingeführte Standardfahrzeug, das einem Rüstlöschfahrzeug entspricht. Die Bezeichnung HLF stammt vom Hamburger Löschfahrzeug, das dem aktuellen deutschen Hilfeleistungslöschgruppenfahrzeug Pate stand.
Zusätzlich gibt es in der Zentralwache noch eine Teleskopmastbühne (TMB 54), ein Kranfahrzeug (KF), einen Radlader und weitere Mehrzweckfahrzeuge (MZF). Die vier Kommandofahrzeuge (ELF, KDO) rücken immer vom Lendplatz aus, da nur dort Offiziere stationiert sind. Dazu gibt es auch ein Großtanklöschfahrzeug (GTLF), ein schweres Rüstfahrzeug (SRF) und spezielle Anhänger. Weitere Fahrzeuge für Taucher (TF) und die Höhenrettung (HÖRG) sind vorhanden. Auf die fünf Wechselaufbaufahrzeuge (WAF) können je nach Anforderung verschiedene Wechselaufbauten (WAB) für Waldbrände, Pölzung, Transport u. v. a. montiert werden. In den letzten Jahren wurden vorwiegend Fahrzeuge der Marke Volvo angeschafft. Durch diese Markenkonzentration soll die Wartung in der eigenen Werkstatt vereinfacht werden. Ausgeschiedene Fahrzeuge wurden an Freiwillige Feuerwehren abgegeben.

### Löschzug
Bei einem Brandalarm rückt ein Löschzug bestehend aus KDO, HLF und DLK aus. In den Nachtstunden kann auf das Ausrücken der Drehleiter verzichtet werden, da die Verkehrslage dann eine rasche Anfahrt bei Nachalarmierung ermöglicht.

### Wasserfahrzeuge
Bereits 1863 verfügte die Feuerwehr über einen Kahn und es wurden Übungen auf der Mur abgehalten. Die erste Feuerwache am Mariahilferplatz lag zudem am Lendkai, also direkt beim Fluss. 1928 wurden die schweren Rettungsschiffe durch Zillen ersetzt. Auch heute muss die Feuerwehr Personen aus dem Fluss retten und Treibgut, das z. B. die Murinsel gefährdet, entfernen.
Jede Sektion verfügt über ein Boot für den Einsatz auf der Mur. Am Lendplatz steht ein Jetboot auf einem Wechselaufbau bereit, die Feuerwache Ost hat ein Schlauchboot mit Motor auf einem Anhänger, der von einem PUCH-Pinzgauer gezogen wird. Zudem liegen an mehreren Stellen des Mur-Ufers Zillen für schnelle Personenrettung bereit. Eigene Stiegen mit absperrbaren Türen führen die Böschung hinab zu den Anlagestellen. Bei einem Alarm wegen einer vermissten Person in der Mur rücken die Boote und das Tauchfahrzeug aus, und es werden alle flussabwärts liegenden Zillen besetzt. Hilfe gibt es dann auch von den Feuerwehren  Thondorf, Gössendorf, Feldkirchen und Kalsdorf, die ebenfalls über Boote verfügen.

### Kennzeichen
Vor Einführung der eigenen Feuerwehr-Kennzeichen wurden den Feuerwehrfahrzeugen Kennzeichen der Serie mit der Endung BF bzw. nach dem alten Format BFG (Berufsfeuerwehr Graz) zugewiesen.
Zusätzlich sind die Standardfahrzeuge mit internen Unterscheidungskennzeichen ausgerüstet. Auf diesen weißen Tafeln steht die aktuelle Zuteilung: die interne Bezeichnung (z. B. HLF1) und das Kürzel der Wache (ZW, HO, WS, RES für Reserve).

## Einsätze
Die Anzahl der Einsätze stieg in der Geschichte der Feuerwehr stetig an. Verzeichnete die Feuerwehr 1880 nur 30 Einsätze, waren es 1950 850 und 2000 bereits 4600. Mit ein Grund ist die Zunahme an Brandmeldeanlagen, 2012 waren es über 900.
Heute hat die Berufsfeuerwehr rund 6.000 Einsätze. Davon sind nur 10 % Brandeinsätze, 30 % Brandmeldeanlagenalarme und 60 % technische Hilfeleistungen. Von den rund 1.800 Brandmeldealarmen 2011 waren nur 350 echte Alarme, 50 wurden mutwillig ausgelöst, die restlichen 1400 waren Fehlalarme.
Die meisten Einsätze sind in den Bezirken Lend, Jakomini und Gries zu verzeichnen, am wenigsten gibt es im Bezirk Ries.
Einige Großereignisse:
- 12. Mai 1889 – Untergang des Murschiffes Styria mit 6 Todesopfern[17]
- Mai 1938 – Überschwemmungen durch Schmelzwasser und Regen
- 26. August 1964 – Kollision einer Straßenbahn mit einem mit 13.400 l Benzin gefüllten Tankwagen am Grieskai
- 9. Mai 1975 – Einsturz der Valentinbrücke (Notbrücke für die Tegetthofbrücke)
- 11. Februar 1986 – Schneechaos in Graz mit 85 cm Schneehöhe in der Innenstadt
- 27. Jänner 2008 – Sturmtief Paula verursacht in Graz Millionenschäden
- 15. Juli 2009 – Überschwemmungen nach Regenfällen
- 25. März 2011 – Kontrollierte Sprengung einer Fliegerbombe am Hauptbahnhof Graz
- 22. Mai 2013 – Großbrand am Dach des Möbelhauses Leiner[18]
- 18. September 2018 – Kollision eines Linienbusses mit einem Zug der GKB in Wetzelsdorf
- 1. April 2023 – Großbrand der Rösselmühle, Unterstützung durch Wehren aus GU war notwendig.
- Silvester 2023 - Großbrand im Lokal Stern mit einem Todesopfer

## Kommandanten (Branddirektoren)

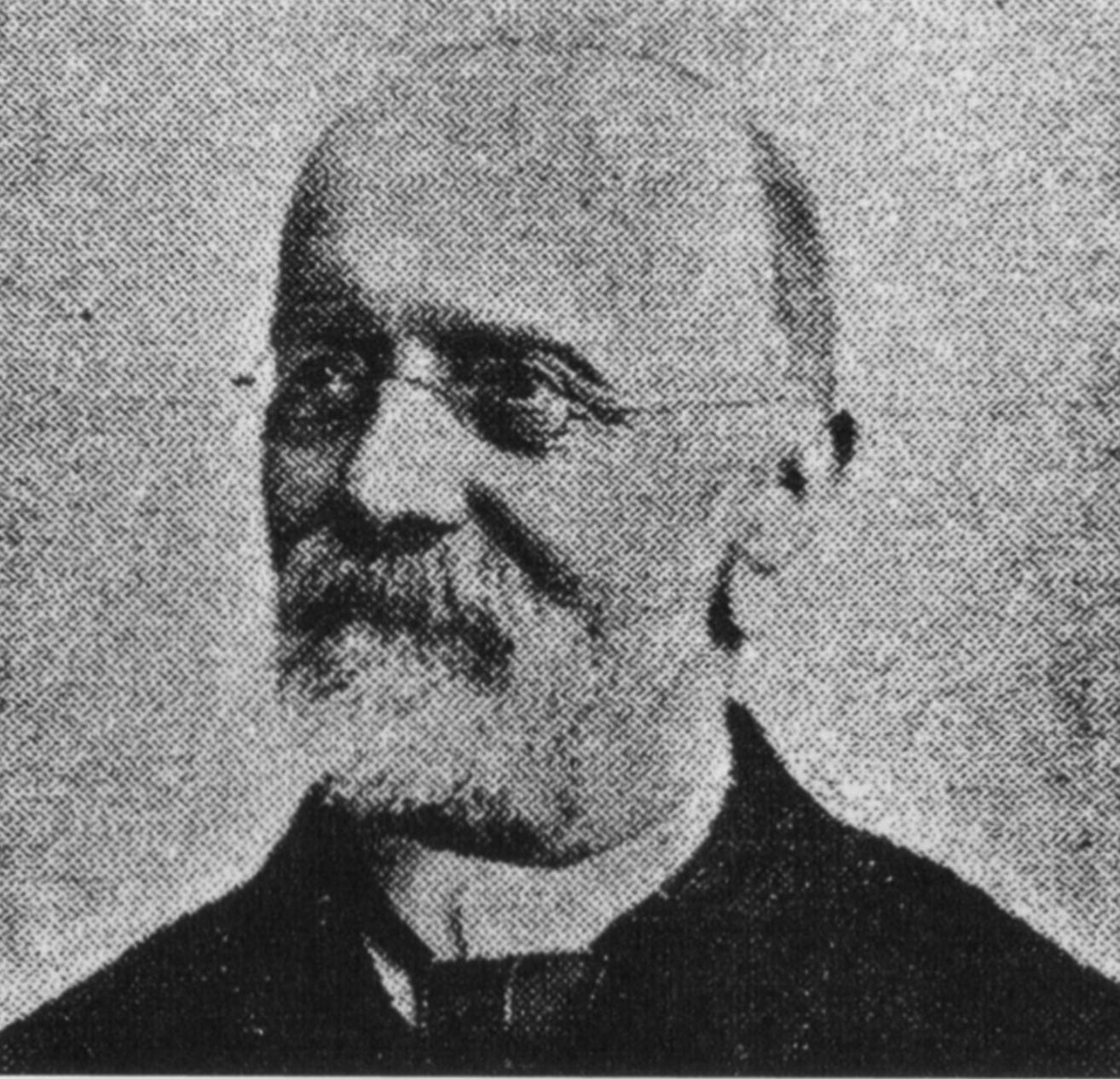
August Jakob Augustin (1818–1902)

- 1853–1862  August Jakob Augustin (1818–1902)
- 1869–1901  Alois Hueber (1840–1925)
- 1901–1927  Theophil Qurin (1864–1942) (ab 1906 Titel Branddirektor)
- 1928–1939  Peter Stanke (1888–1985)
- 1939   prov. Thomas Pauler (* 1893)
- 1939–1940  Johann Fischer (* 1920) (Feuerschutzpolizei)
- 1940–1945  Johannes Harder (* 1902) (Obstlt der Feuerschutzpolizei)
- 1945         Stanke (1888–1985)
- 1946–1968  Siegmund Ausobsky (1908–1988)
- 1968–1981  Friedrich Schweigler (1931–1981)
- 1981–1995  Otto Widetschek (* 1941)
- 1996–2013  Otto Meisenberger (* 1953)[19]
- 2014–2017 Johann Kirnich (* 1959)
- seit 1. April 2017 Klaus Baumgartner (davor Abteilungsleiter, jetzt auch Branddirektor)

## Bilder

### Feuerwachen

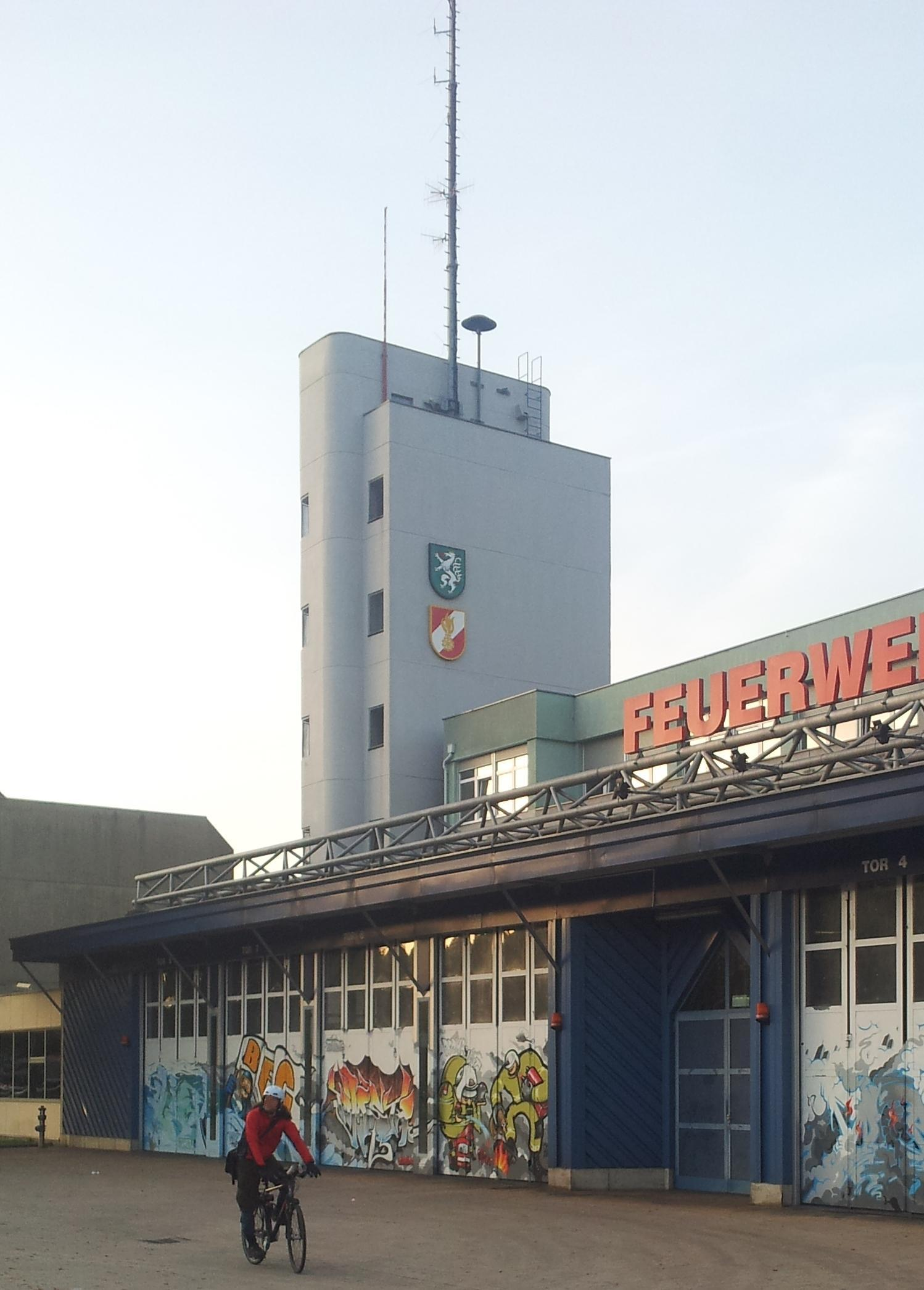
Steigerturm der Zentralwache
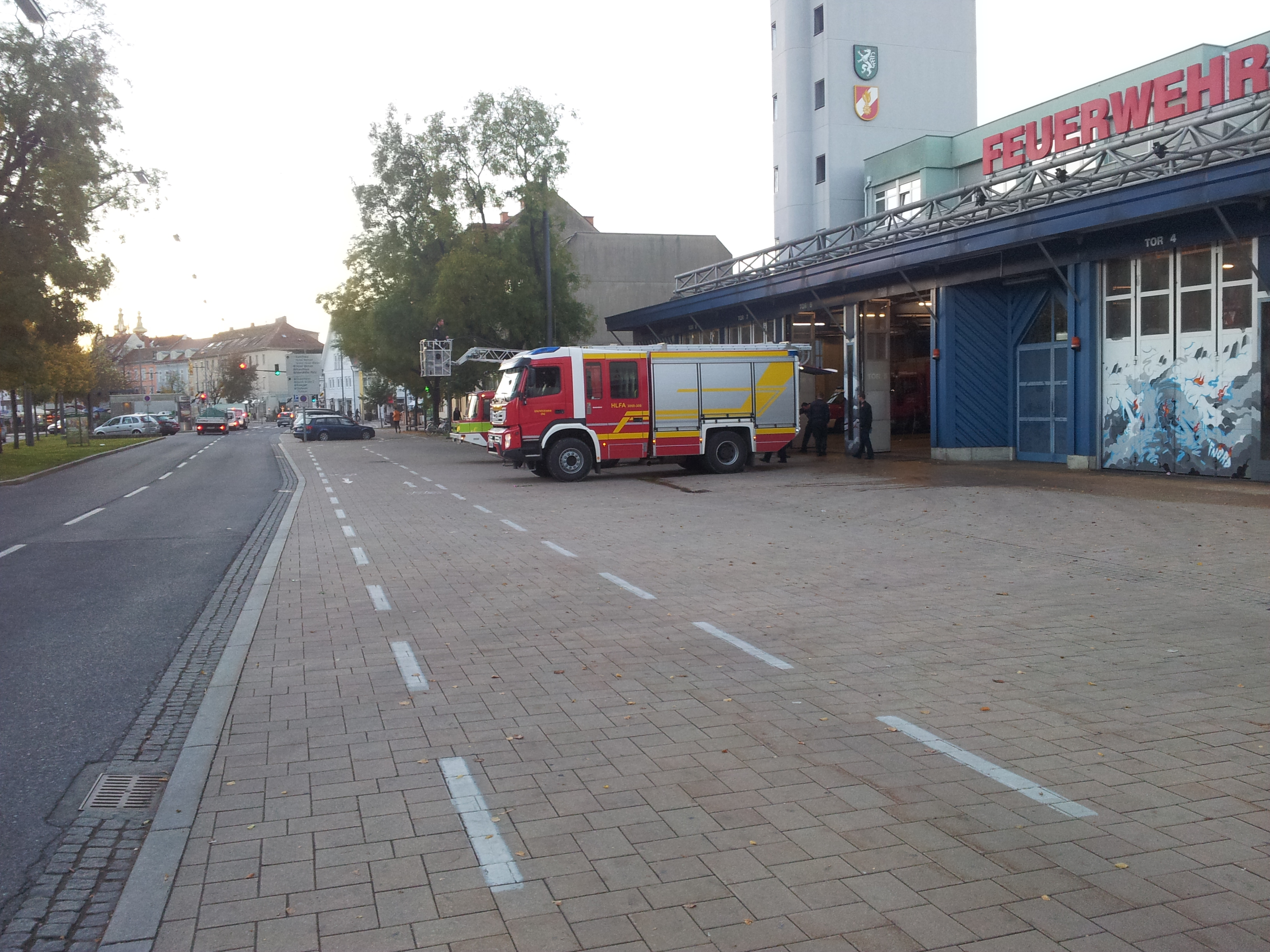
Vorplatz der Zentralwache
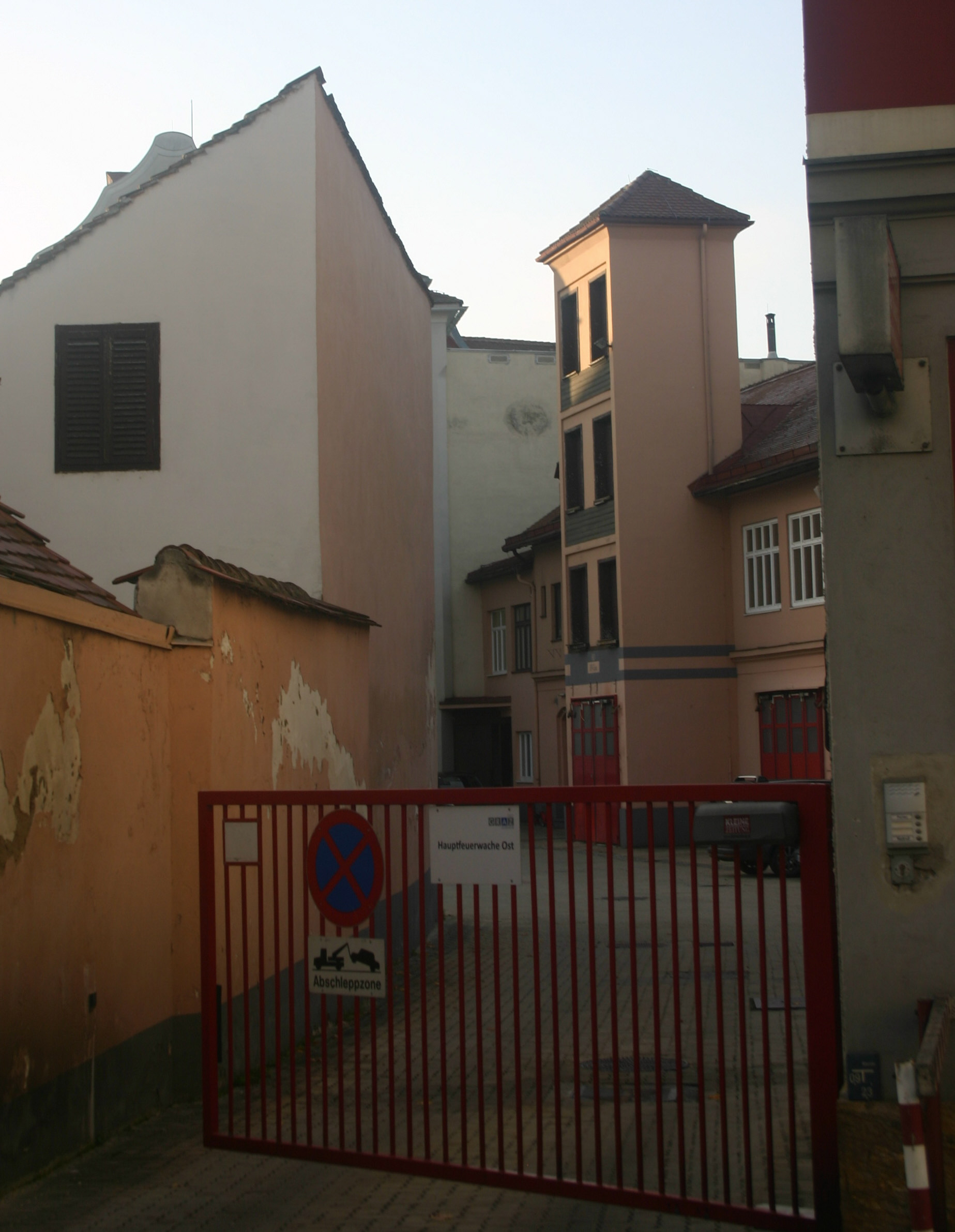
Tor der Hauptwache Ost

### Fahrzeuge

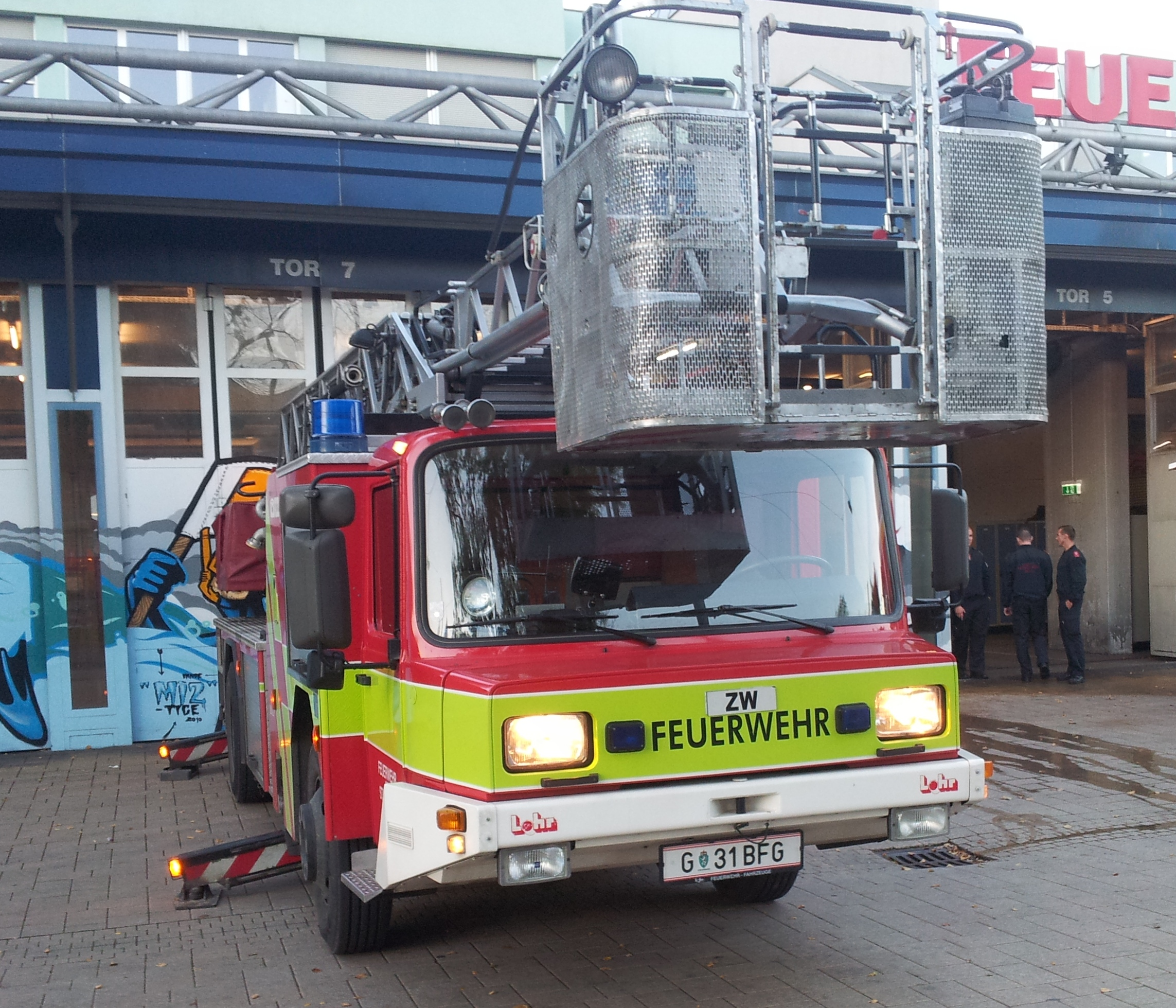
Drehleiter DLK-23-12 vor der Zentralwache
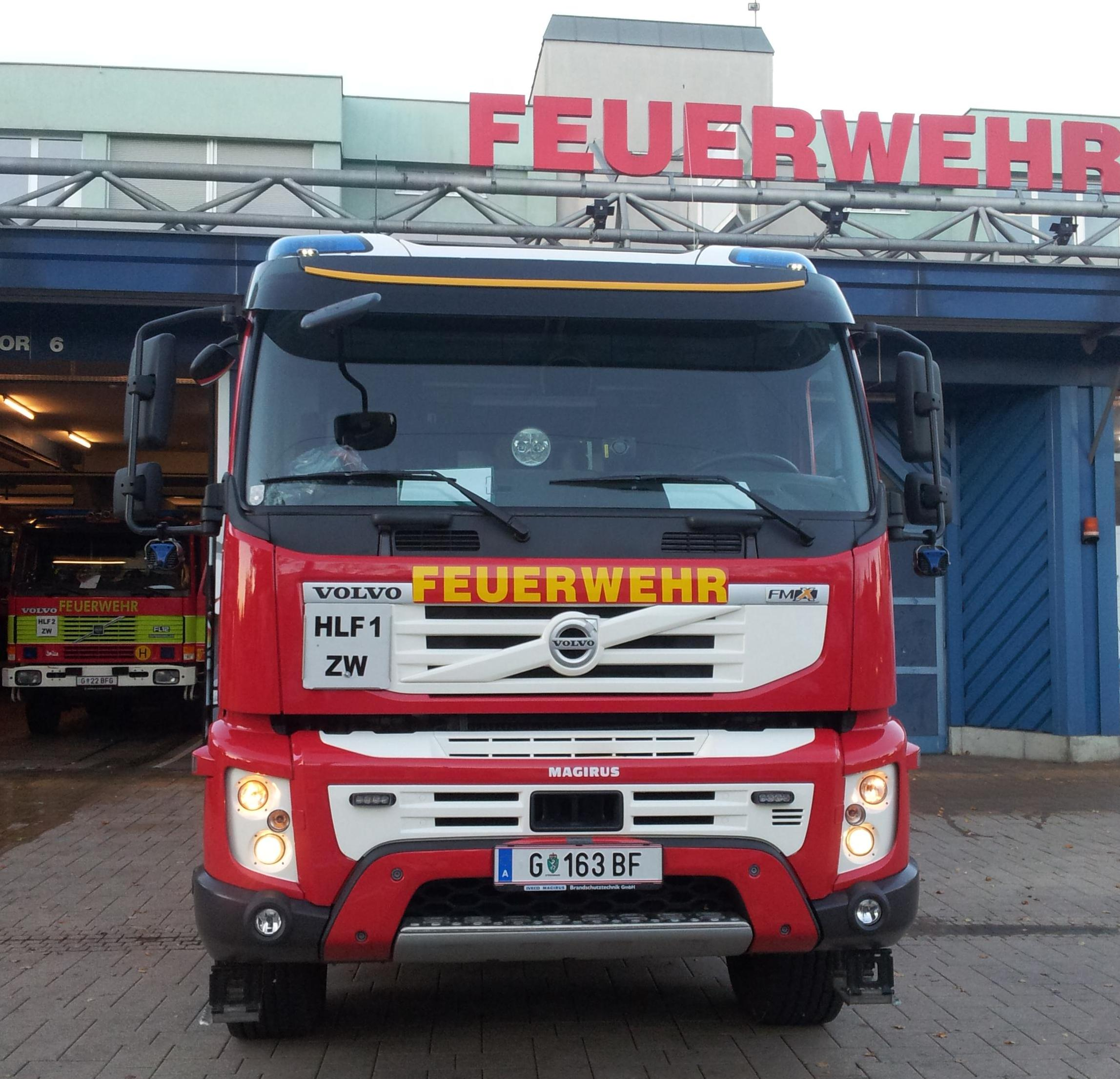
HLFA-3000-300 vor der Zentralwache
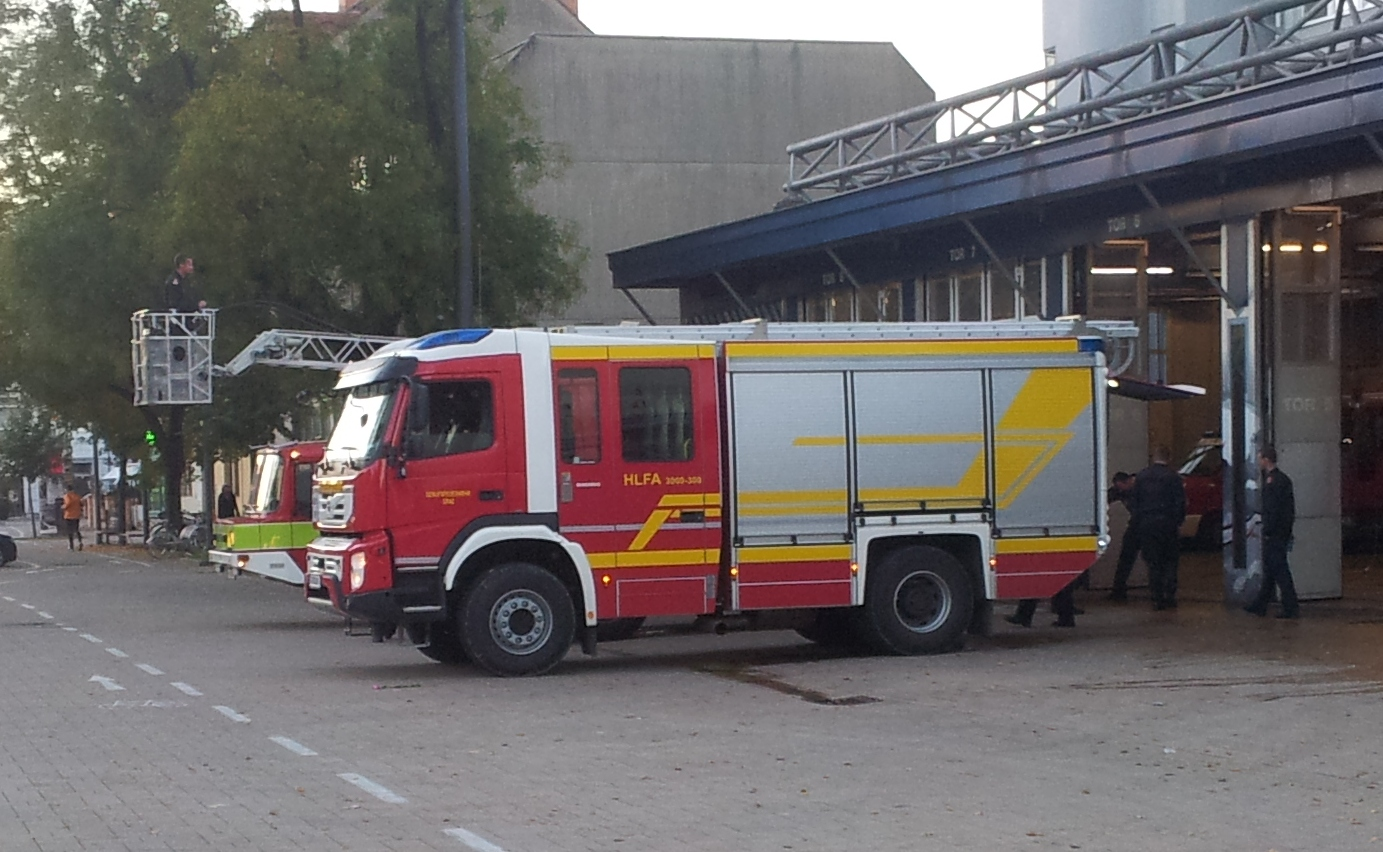
Dienstübergabe vor der Zentralwache
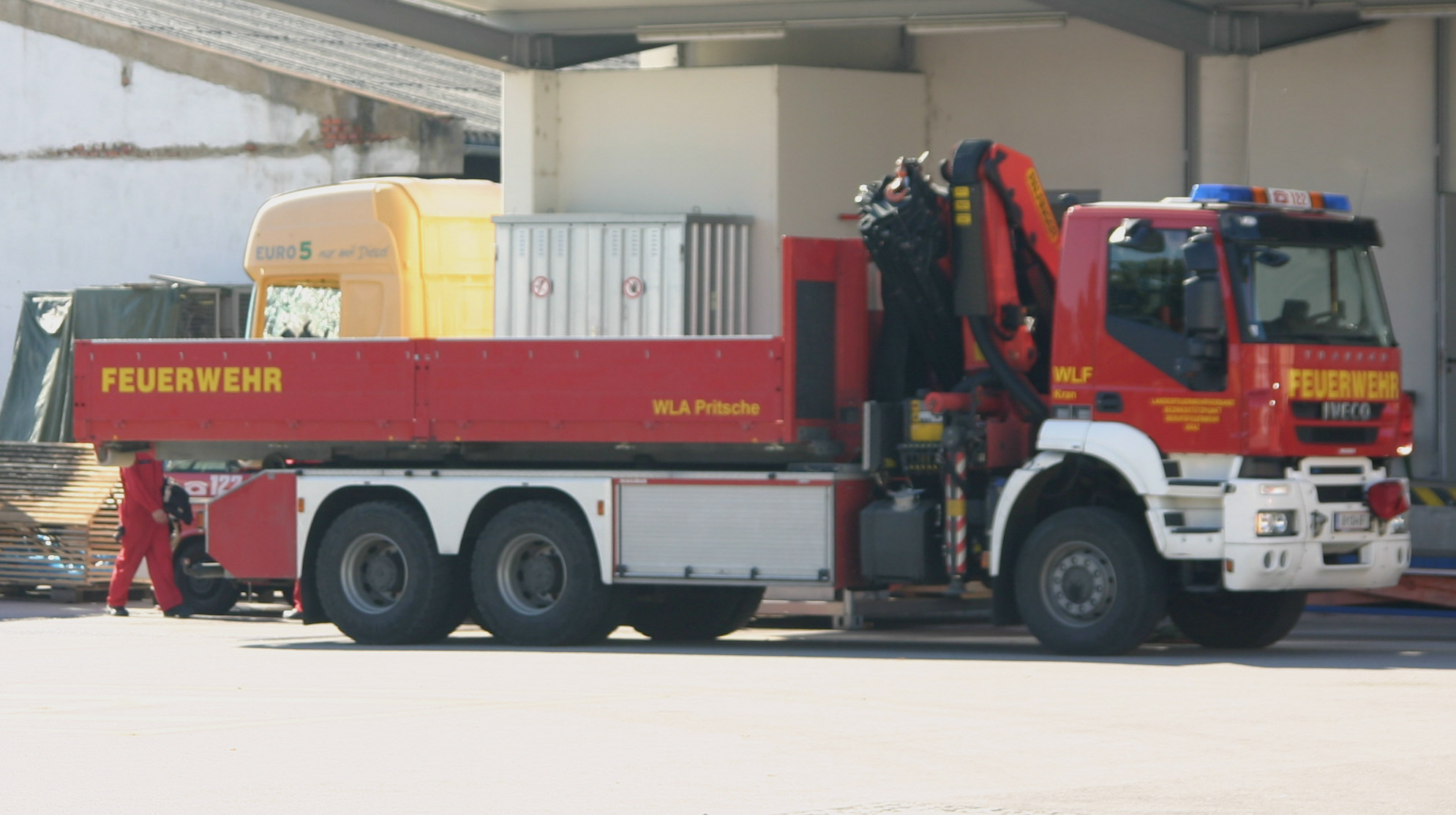
Wechselladerfahrzeug in der Feuerwache Süd
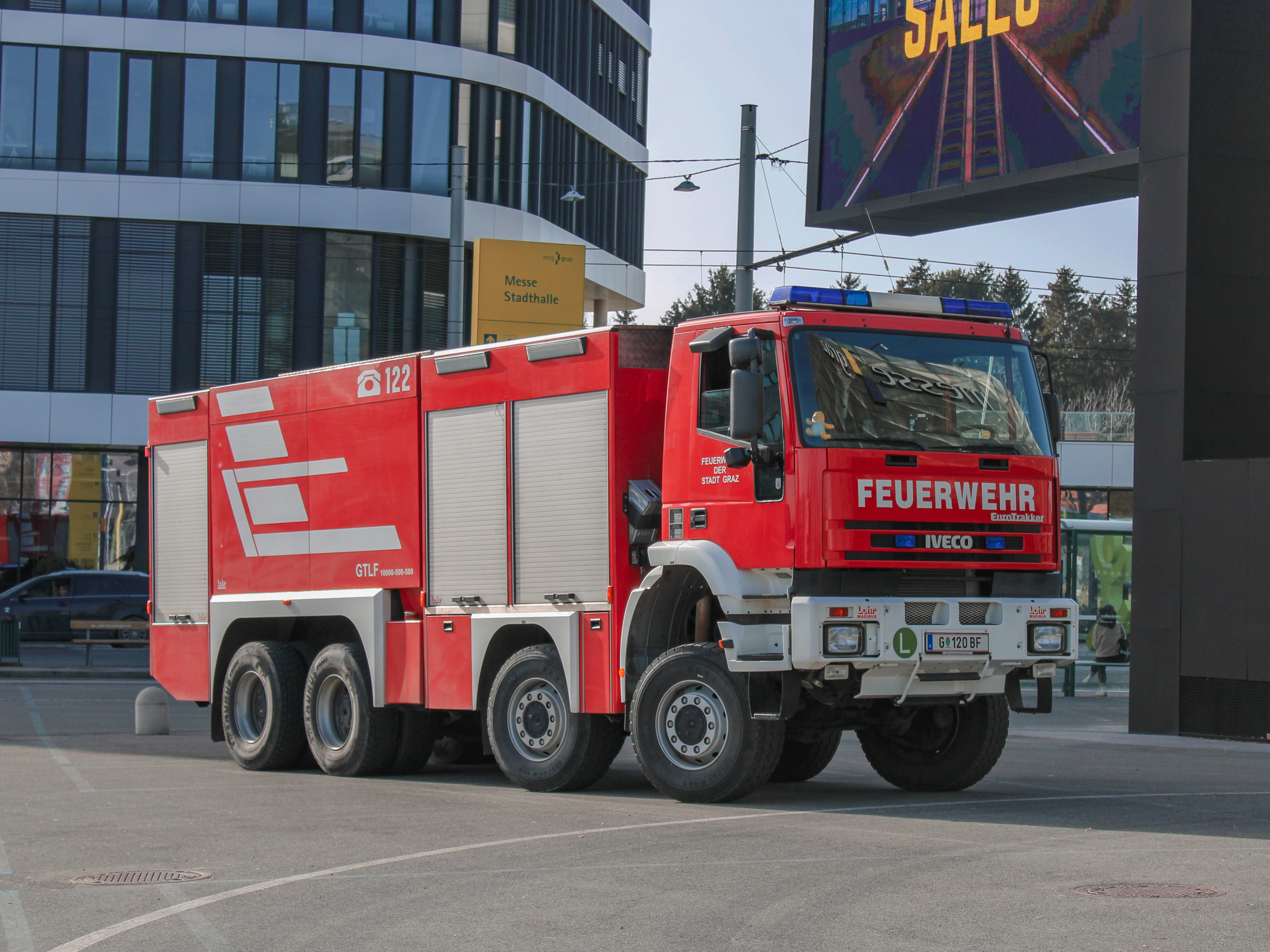
GTLF bei der Messe Graz.
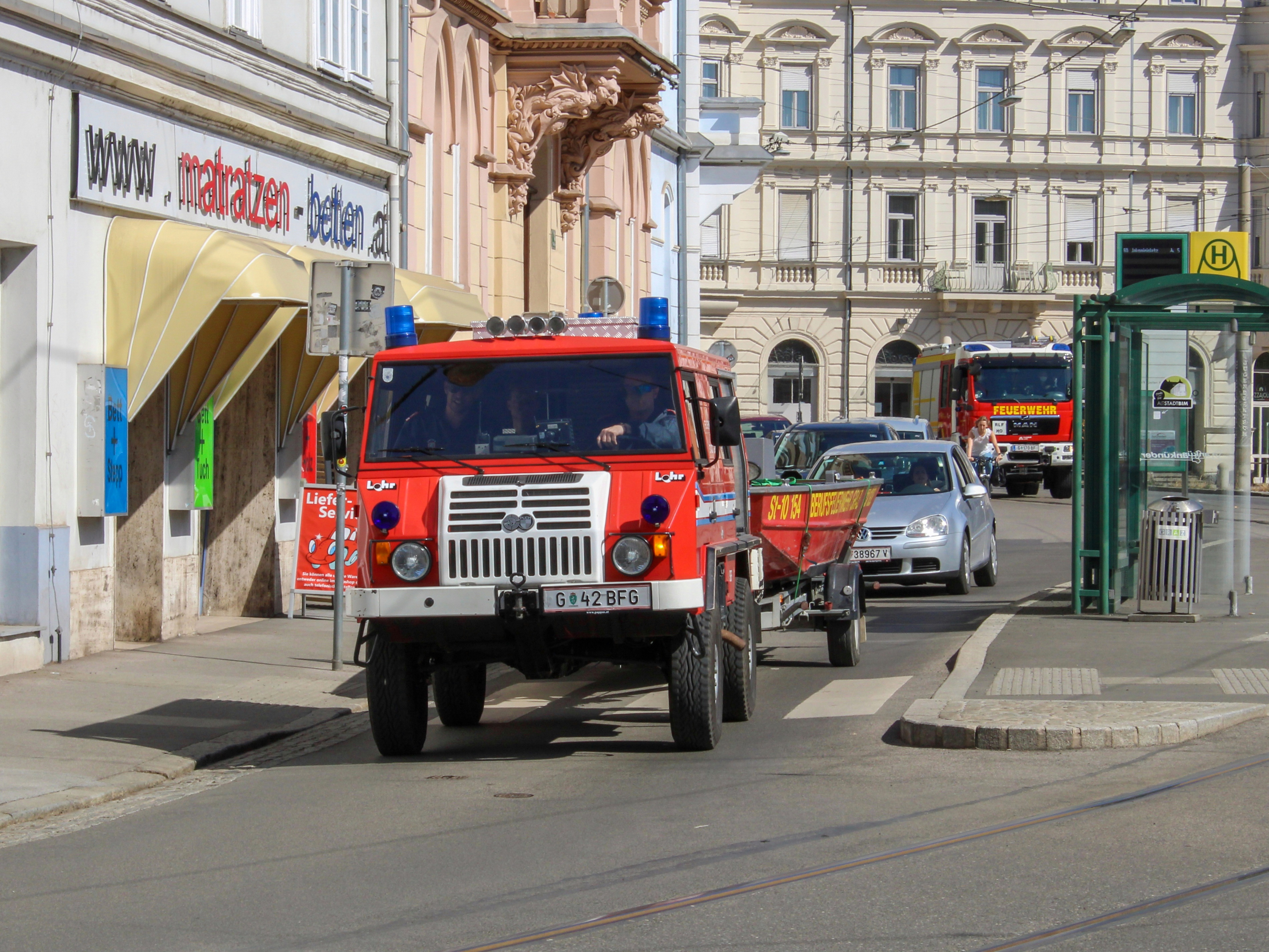
Steyr Puch Pinzgauer 716 D kurz nach der Ausfahrt aus der Feuerwache Dietrichsteinplatz.

## Freiwillige Feuerwehr Graz
Parallel zur Berufsfeuerwehr gab es von 1865 bis 1939 in Graz auch eine Freiwillige Feuerwehr, dazu kamen die Feuerwehren der Randbezirke, die 1938 eingemeindet wurden. Durch den Anschluss wurden diese alle in die Feuerhilfspolizei übergeleitet. Nach dem Krieg wurden sie nicht mehr benötigt und damit aufgelöst.

### Die erste Freiwillige Feuerwehr
- 1862 wurde jener Allgemeine Turnverein, aus dem später die Freiwillige Feuerwehr entstand, gegründet.
- Am 19. März 1865 gründeten die Grazer Turner die „Freiwillige Turner-Feuerwehr“. Der erste Hauptmann war Alexander Nimpfing.
- 1869 erhielt die Feuerwehr einen eigenen von den Turnern getrennten Leitungsausschuss.
- Am 17. März 1870 trennten sich der Turnverein und die Feuerwehr komplett. Es gab bereits 115 Aktive.
- 1884 bekam die Feuerwehr den Titel „Grazer Freiwillige Feuerwehr“.
- 1881 wurde die Freiwillige Feuerwehr Kroisbach gegründet.
- 1889 wurde das Feuerwehrhaus am Dietrichsteinplatz bezogen.
- 1914 Durch die Mobilmachung sank der Stand auf 80 Mann. Eine „Akademische Riege“ aus Professoren und Studenten half daher in den Kriegsjahren aus.
- 1938 erfolgte die Eingemeindung der heutigen Randbezirke, deren Feuerwehren blieben bestehen.
- 1939 wurden alle Freiwilligen Feuerwehren in die deutsche Feuerhilfspolizei übergeleitet.
- 1945 übernahm die Berufsfeuerwehr die Verantwortung für die ganze Stadt und auch einige Feuerwachen der ehemaligen Freiwilligen Feuerwehren, die nach dem Krieg nicht mehr neu gegründet wurden.

### Die neu gegründete Freiwillige Feuerwehr

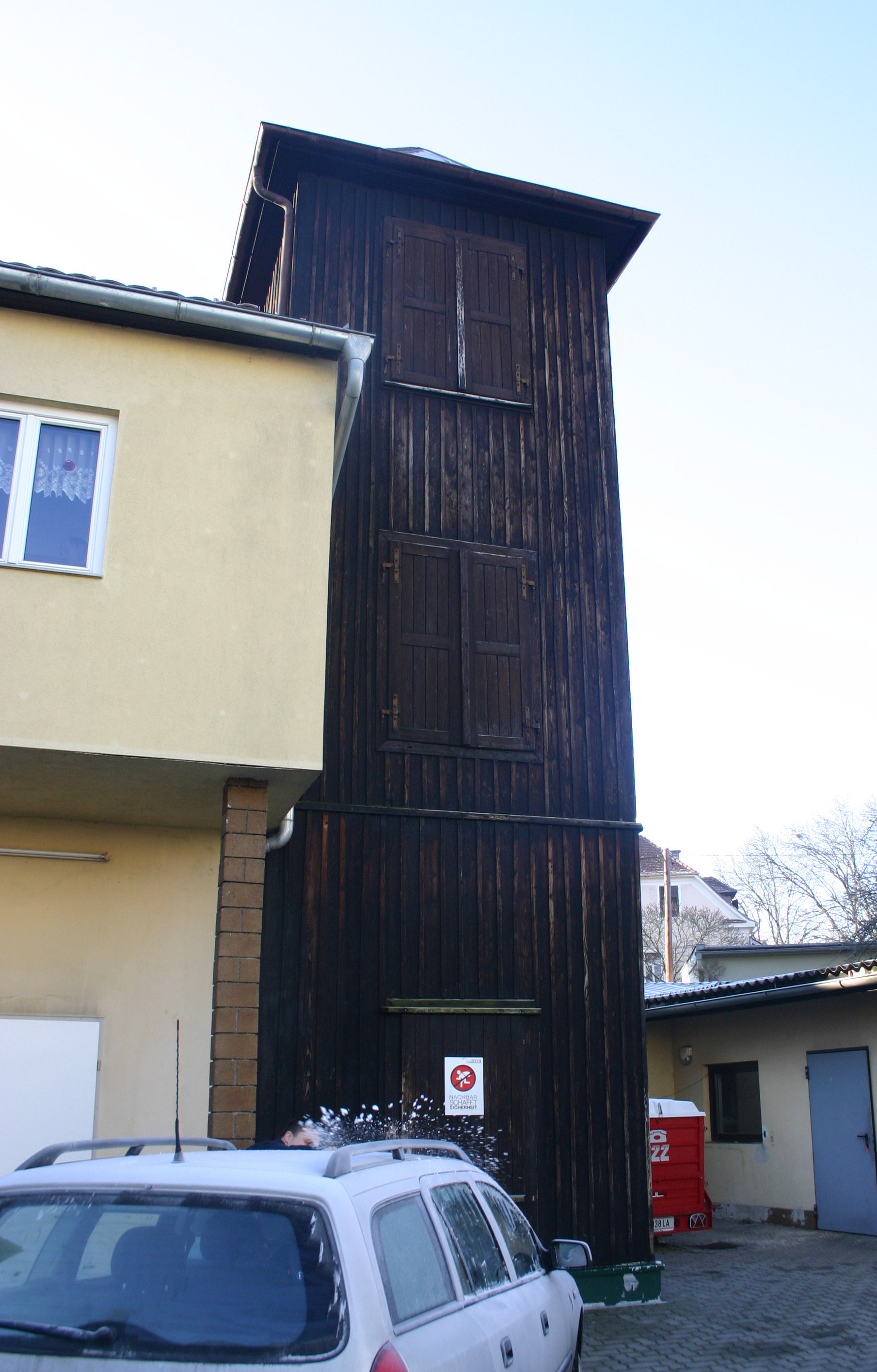
Steigerturm der Feuerwache Kroisbach

Im September 2008 wurde wieder eine Freiwillige Feuerwehr für Graz gegründet. Die Initiative für die Gründung ging von ÖVP-Gemeinderat Kurt Hohensinner aus, der selbst Mitglied bei der Feuerwehr ist.
- Am 19. November 2008 fand die konstituierende Sitzung der neuen Freiwilligen Feuerwehr Graz statt. Erster Kommandant wurde Helmut-Edmund Nestler, der auch Katastrophenschutzreferent ist.
- Im Sommer 2009 wurde die Feuerwache Kroisbach von der Berufsfeuerwehr übernommen.
- 2010 übernahmen die Freiwilligen die Aufgabe der Brandsicherheitswache von der Berufsfeuerwehr.
- Nach Kritik an seiner Führung trat Helmut Nestler zurück.[20] Sein Nachfolger wurde Walter Rinnhofer, der bereits nach wenigen Monaten wieder zurücktrat.
- 2012 folgte Andreas Rieger als neuer Kommandant. Politische Debatten um die lukrativen Brandsicherheitswachen[21] führten zu einem Auflösungsbeschluss durch den Gemeinderat, der dann doch nicht vollzogen wurde. Bürgermeister Siegfried Nagl ließ die Einsatzfähigkeit von übergeordneter Stelle überprüfen.
- 2013 lautete die Mitgliederstatistik: 99 Aktivstand; 19 Feuerwehrjugend; 5 Reservestand. Nach einem positiven Prüfbericht wurde die Feuerwehr nicht aufgelöst.
- 2014 erhielt die Feuerwache Kroisbach einen Anbau, mit dem die Wagenhalle nun über einen dritten Stellplatz verfügt auf dem auch ein höheres TLF stehen kann.

### Aufgaben
Die Freiwillige Feuerwehr soll die Berufsfeuerwehr bei Katastrophen unterstützen, zumal auch alle anderen Landeshauptstädte mit Berufsfeuerwehr eine oder mehrere Freiwillige Feuerwehren haben. An zumindest zwei Tagen in der Woche wird Bereitschaftsdienst in der Feuerwache Kroisbach versehen. Je nach Verfügbarkeit der Feuerwehrleute kommen auch Nachtdienste an mehreren Tagen zustande. Ein Einsatz ist nur mit Auftrag des diensthabenden Offiziers der Berufsfeuerwehr möglich, die für das gesamte Stadtgebiet verantwortlich ist. Die Alarmierung erfolgt zentral vom Lendplatz. Die Freiwilligen übernehmen auch die Jugendarbeit, da bei der Berufsfeuerwehr für Jugendliche zwischen 10 und 18 keine Einsatzmöglichkeit besteht. Da es aber bei der Feuerwache Kroisbach keine Freifläche für die Übungen gibt, finden die Jugendaktivitäten in der Feuerwache Süd statt. Durch die Übernahme der Brandsicherheitswache sollen bei der Berufsfeuerwehr Überstunden reduziert werden und Veranstalter geringere Kosten haben, da die Freiwilligen diesen Dienst kostengünstiger erledigen. Am 24. Dezember verteilt die Feuerwehrjugend vor der Feuerwache Kroisbach das Friedenslicht.

### Wache Kroisbach (WK)

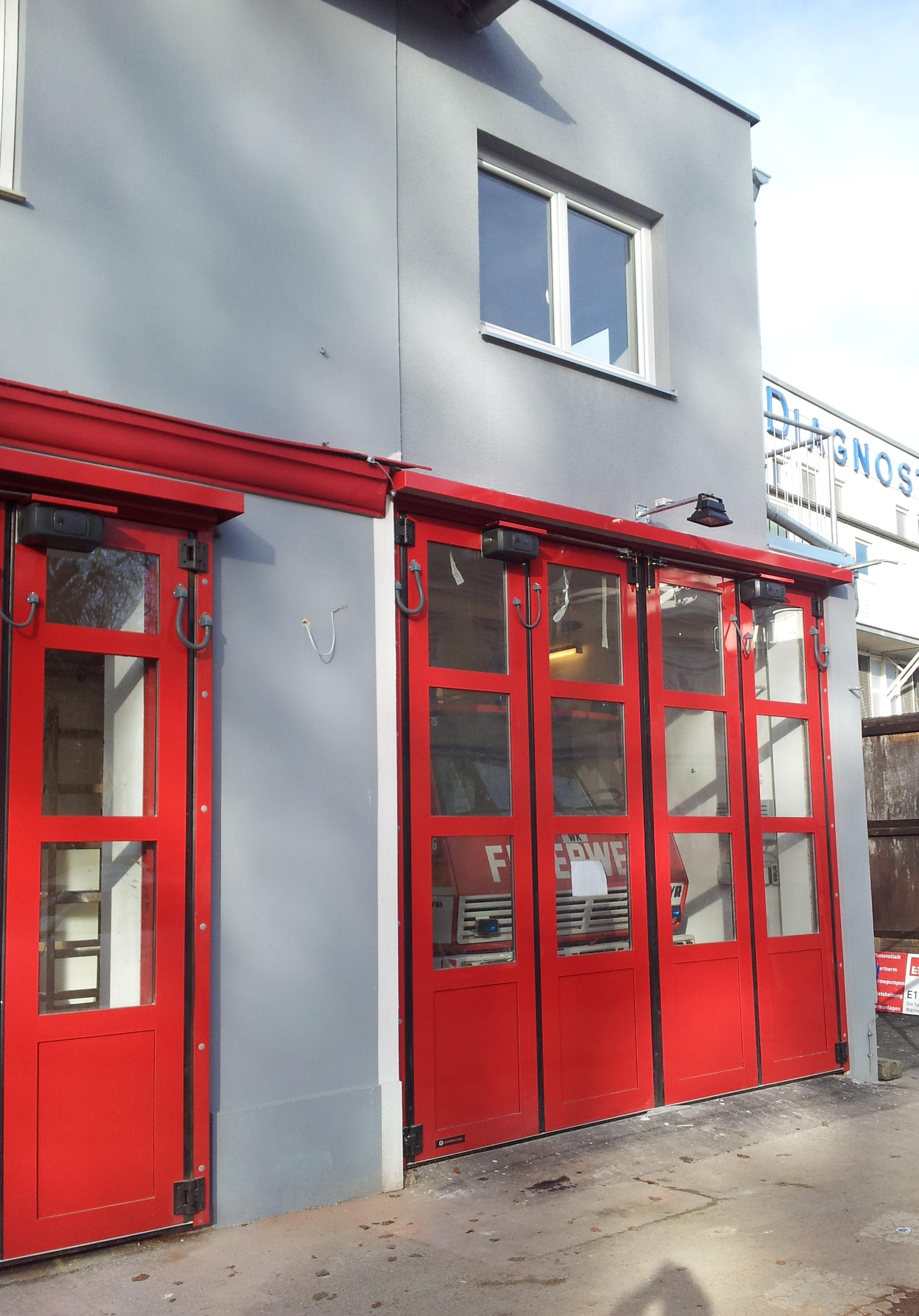
Der 2014 erfolgte Zubau

Die ehemalige Wache der Freiwilligen Feuerwehr Kroisbach war zwischen 1945 und 2009 durch die Berufsfeuerwehr in Verwendung. Nach Umstellung auf das Drei-Wachen-System wurde das Gebäude an die Freiwillige Feuerwehr übergeben. Die technischen Verbindungen zum Lendplatz blieben bestehen, sodass eine Alarmierung weiterhin direkt vom Lendplatz mittels Lautsprecherdurchsage und Alarmdrucker möglich ist. Über der Fahrzeughalle, die zwei Fahrzeugen Platz bietet befinden sich ein Schulungsraum und Mannschaftsräume. Im Hof gibt es noch Garagen für die kleineren Fahrzeuge und einen hölzernen Steigerturm. 2014 wurde die Wagenhalle vergrößert und erhielt automatische Tore.

### Fahrzeuge

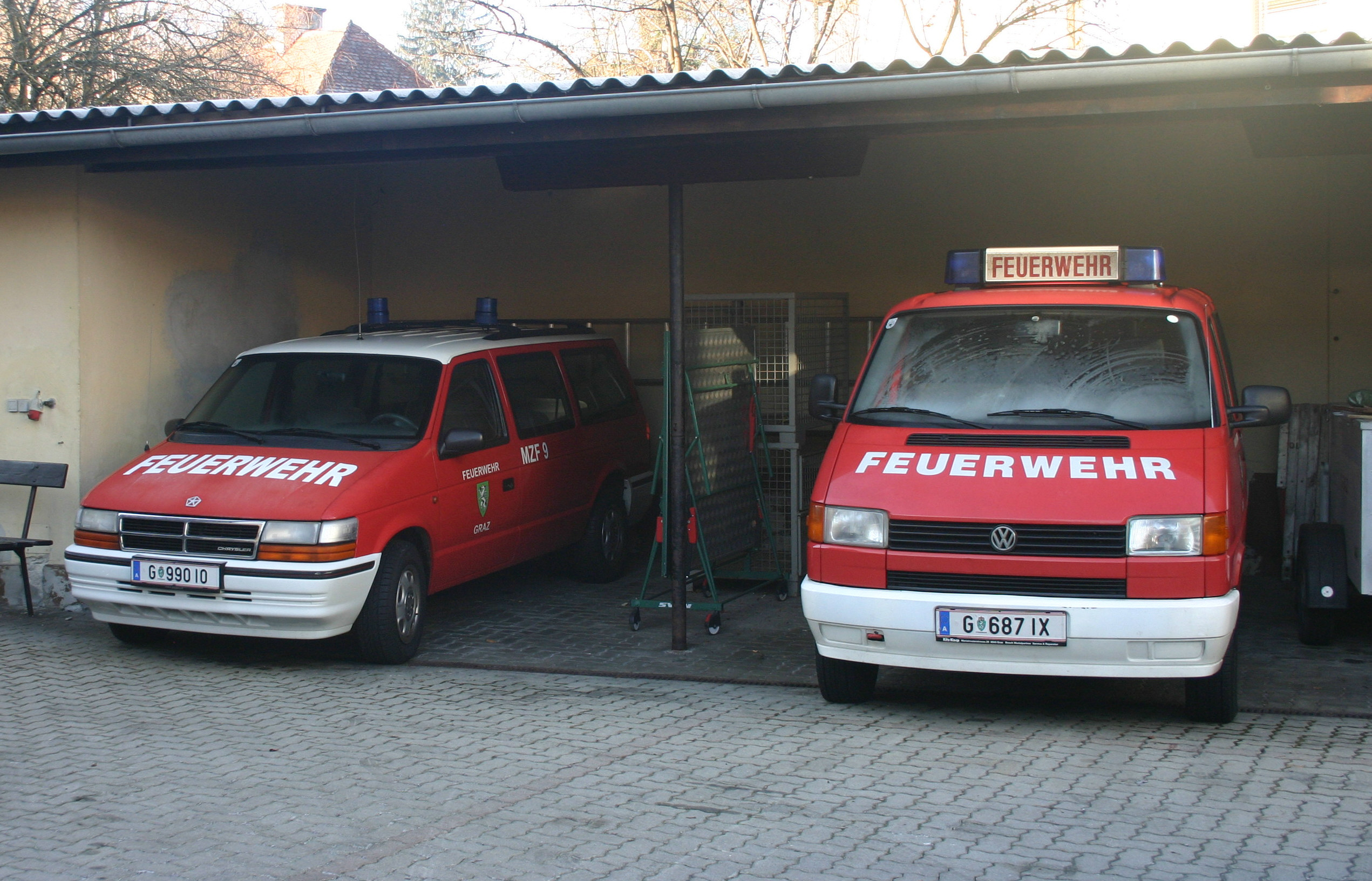
Mehrzweckfahrzeuge der FF Graz im Hof der Wache Kroisbach

Heute verfügt die Freiwillige Feuerwehr über sechs Fahrzeuge und einen Anhänger:
- Tanklöschfahrzeug mit 2000 Liter Wasser und 200 Liter Schaummittel (TLF-A 2000)
- Versorgungsfahrzeug (VF)
- Lastkraftwagen (LKW)
- zwei Mannschaftstransportfahrzeuge (MTF-A 1, MTF-A 2)
- Mehrzweckfahrzeug (MZF)

Beim ersten TLF handelt es sich um ein ehemaliges HLF der Berufsfeuerwehr aus dem Jahre 1986, das 2009 saniert und umgebaut wurde. Die Übernahme eines HLF der späteren Generation war zuerst nicht möglich, da die Garage der Wache Kroisbach nicht hoch genug war. Erst nach dem Umbau der Wache konnte 2015 ein fast neues HLF der Berufsfeuerwehr übernommen werden.
Der Freiwilligen Feuerwehr Graz stehen keine speziellen Kennzeichen der Serie mit der Endung FF zur Verfügung, wie dies im Rest der Steiermark der Fall ist. Da es bei Einführung der neuen Kennzeichen noch keine Freiwillige Feuerwehr in Graz gab, war diese Serie nicht reserviert worden und ist inzwischen bereits an Privatpersonen vergeben.

### Kommandanten
- 2008–2011 Helmut-Edmund Nestler
- 2011 (Juni bis November) Walter Rinnhofer
- 2012–2020 Andreas Rieger
- seit 2020 Andreas Grinschgl

## Betriebsfeuerwehren
Neben der Berufs- (BF) und der Freiwilligen Feuerwehr (FF) zählen noch mehrere Betriebsfeuerwehren (BtF) zum Bereichsfeuerwehrverband Graz.
1887 gründete der Steierische Landes-Feuerwehrverband Feuerwehr-Bezirke, darunter einen für die Grazer Vororte, jedoch keinen für Graz-Stadt. Grund waren wegen Differenzen zwischen BF und FF Graz. 1953 wurde ein eigener Bezirksfeuerwehrverband der Grazer Werkfeuerwehren gegründet.
Erst 1979 kam ein einziger Bezirksfeuerwehrverband für die Stadt Graz, in dem auch die Berufsfeuerwehr vertreten ist. In der Folge war der Branddirektor auch Kommandant des BFV.
Die ältesten bestehenden Betriebsfeuerwehren sind die der Maschinenfabrik Andritz (1869) und der Brauerei Puntigam (1874). Das Automobilwerk Magna Steyr sowie die Krankenhäuser LKH und LKH Graz Süd-West, Standort Süd besitzen größere Betriebsfeuerwehren, welche über eigene Fahrzeuge verfügen. Daneben haben die großen Einkaufszentren (Center West, Citypark, Shopping Nord, Kastner & Öhler, Kika, Murpark), die Oper Graz und das Schauspielhaus Graz, die Messe Graz und die zwei Justizanstalten Karlau und Jakomini eine Betriebsfeuerwehr mit ortsfesten Löscheinrichtungen. Die jüngste Gründung war die BtF der Universität Graz 2009.

### Berufsfeuerwehr
- Homepage der Abteilung
- 160 Jahre Feuerwehr – Chronik & Entwicklung (PDF; 2,4 MB), Festschrift mit der Geschichte der Feuerwehr
- Fernsehreportage von ATV, 2010
- Tag der offenen Türe von Steiermark 1, Juni 2011
- Alarm für die Berufsfeuerwehr Graz-Mein Magazin von Steiermark 1, 2012
- Feuerwehr Graz 1 Gemeindebedienstete – Wir sind da, wo Sie uns brauchen
- Feuerwehr Graz 2 Gemeindebedienstete – Wir sind da, wo Sie uns brauchen
- Reportage über die Silvesternacht 2012

### Freiwillige Feuerwehr
- Homepage der Freiwilligen Feuerwehr
- Freiwillige Feuerwehr Graz, Werbefilm 2009
- Der 1. Geburtstag der Freiwilligen Feuerwehr Graz 2009

### Bereichsfeuerwehrverband
- Homepage des BFV Graz
- Betriebsfeuerwehr Andritz AG